# FC Chelsea
Der Chelsea Football Club (kurz Chelsea FC oder auch (The) Blues deutsch (Die) Blauen; im deutschsprachigen Raum auch als FC Chelsea oder Chelsea London bekannt) ist ein englischer Fußballclub aus dem Stadtteil Fulham in London. Der 1905 gegründete Verein spielt aktuell in der Premier League, der höchsten Spielklasse im englischen Fußball. Chelsea gehört mit mehr als 30 gewonnenen Titeln, darunter sechs Meisterschaften und zehn internationale Trophäen, zu den erfolgreichsten Vereinen Englands. Die erste Mannschaft trägt ihre Heimspiele in der Stamford Bridge aus.
1955 wurde Chelsea zum ersten Mal Englischer Meister. 1970 gewannen sie den FA Cup und 1971 den ersten europäischen Titel, den Europapokal der Pokalsieger. Nach einer schwächeren Phase in den späten 1970er- und 1980er-Jahren erlebte der Club in den 1990er-Jahren einen Aufschwung und feierte weitere Erfolge in verschiedenen Pokalwettbewerben. Die letzten 25 Jahre wurden die erfolgreichsten in der Vereinsgeschichte: In diesem Zeitraum gewann der FC Chelsea fünf Titel in der Premier League, sieben FA Cups, fünf Ligapokale, zwei UEFA-Champions-League-Titel, zwei UEFA-Europa-League-Titel, zwei UEFA Super Cups, die UEFA Conference League und die FIFA-Klub-Weltmeisterschaft. Chelsea ist der erste englische Verein, der das UEFA-Triple schaffte sowie der einzige Londoner Verein, der die Champions League, den UEFA Super Cup und die FIFA-Klub-Weltmeisterschaft gewonnen hat. Auch konnte bis jetzt kein anderer Verein sowohl alle vier europäischen Wettbewerbe gewinnen als auch alle drei großen europäischen Wettbewerbe zweimal gewinnen.
Das Vereinswappen zeigt einen Löwen, der einen Stab hält. Der FC Chelsea pflegt Rivalitäten mit den Nachbarvereinen FC Arsenal und Tottenham Hotspur und hat eine historische Rivalität mit Leeds United. Finanziell gesehen ist Chelsea mit einem Wert von 3,1 Milliarden Dollar der achtwertvollste Fußballverein der Welt (Stand: 2022). Eigentümer sind seit Mai 2022 die Clearlake Capital Group, Todd Boehly, Mark Walter und Hansjörg Wyss.

## Geschichte

### 1896 bis 1915 – Gründung und frühe Jahre

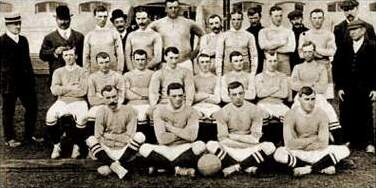
Das Team von 1905

1896 kauften Henry August «Gus» Mears und sein Bruder Joseph den Stamford Bridge Athletics Ground, um dort Fußballspiele auszutragen. Eigentlich sollte hier von nun an der FC Fulham spielen, doch es gab Unstimmigkeiten über die Miete. Als Gus Mears kurz davor war, den Grund an die Great Western Railway zu verkaufen, überredete ihn sein Kollege Fred Parker, stattdessen seinen eigenen Fußballklub zu gründen. Anstatt also, wie viele andere Vereine, Stadien zu bauen, um darin zu spielen, wurde der FC Chelsea gegründet, um die Anlage zu nutzen.
Der FC Chelsea wurde am 10. März 1905 im The Rising Sun Pub (heute The Butcher’s Hook, gegenüber dem Stadion gelegen) offiziell gegründet. Aufgrund der Lage des Stadions im Londoner Stadtteil Fulham lag der Name Fulham Football Club nahe, dieser war jedoch durch den gleichnamigen Verein bereits belegt. Andere Namen wie London FC, Kensington FC und Stamford Bridge FC wurden allesamt abgelehnt. Schließlich einigte man sich auf Chelsea Football Club. Als Emblem wurde das des Pensionärs gewählt, was dem Team den Spitznamen The Pensioners einbrachte. Der Eintritt in die Southern League wurde ihnen nach Einwänden vom FC Fulham und Tottenham Hotspur verwehrt und so baten sie um die Aufnahme in die Second Division der Football League. Der Antrag wurde am 29. Mai 1905 angenommen, wodurch Chelsea der erste Klub war, der in die Football League aufgenommen wurde, ohne vorher ein Spiel bestritten zu haben.

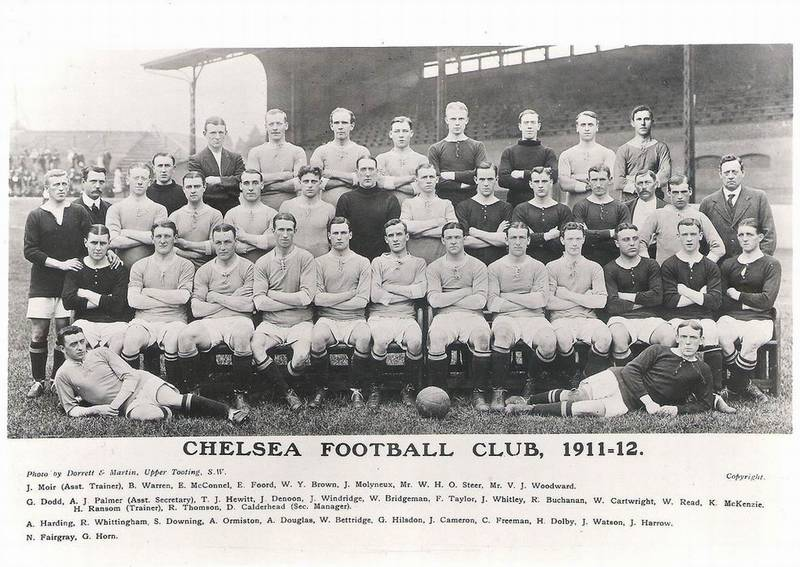
Das Team von 1911/12

In den ersten Jahren war John Tait Robertson Trainer. Das erste Ligaspiel am 2. September 1905 gegen Stockport County endete mit einer 0:1-Niederlage. Im ersten Heimspiel, einem Freundschaftsspiel gegen den FC Liverpool, setzte sich Chelsea mit 4:0 durch. 1907 stiegen sie in die First Division auf. Mit dem Aufstieg nahm auch das Interesse der Zuschauer zu, durchschnittlich 17.000 Menschen kamen in der Saison 1907/08 zu den Heimspielen. Die Zuschauer waren eine Mischung von wohlhabenden Bürgern aus Chelsea und Arbeitern aus Fulham und Battersea. Nachdem Robertson betrunken zum Training erschienen war, ersetzte man ihn zunächst durch William Lewis, der sein Amt 1907 für David Calderhead frei machte. Calderhead trainierte den Verein insgesamt 26 Jahre lang bis 1933. In der Saison 1909/10 stieg Chelsea wieder in die zweite Liga ab. Beim Versuch, den Abstieg noch abzuwenden, wurden spät in der Saison noch Spieler verpflichtet, was die Football League als unsportliches Verhalten wertete und woraufhin sie feste Transferzeiten erließ. Zwei Jahre später kehrte Chelsea wieder in die erste Liga zurück und errang 1914 mit dem achten Platz das bis dahin beste Ergebnis.
1914/15 war die letzte Saison, bevor der Ligabetrieb aufgrund des Ersten Weltkrieges eingestellt wurde. Chelsea erreichte in diesem Jahr den 19. und damit vorletzten Platz, stieg aber nicht ab, da die Liga nach dem Krieg um zwei Mannschaften erweitert wurde, so dass Chelsea eingeladen wurde, erneut in der First Division teilzunehmen. 1915 erreichte der Verein zum ersten Mal das Finale des FA Cup, welches im Old Trafford ausgetragen wurde. Das Endspiel, in dem Chelsea Sheffield United mit 0:3 unterlag, wurde als Khaki-Finale bekannt, da viele Soldaten in Uniform das Spiel verfolgten.

### 1915 bis 1952 – Zwischen den Weltkriegen und Nachkriegszeit

Chelsea gegen Crystal Palace. Scan des Programms vom 27. Oktober 1945

1919/20 war die erste Spielzeit nach dem Ersten Weltkrieg und mit Platz drei in der First Division auch die bis dahin beste seit der Gründung des Vereins. 1924 stieg Chelsea ab und kehrten erst 1930 in die erste Liga zurück. Doch auch in den 1930er Jahren blieb dem FC Chelsea eine Trophäe verwehrt. 1932 kamen sie einem Pokal noch am nächsten, als sie ins Halbfinale des FA Cups einzogen, dort jedoch nach einem 1:2 gegen Newcastle United ausschieden. Calderhead trat 1933 als Trainer zurück und Leslie Knighton übernahm sein Amt. Obwohl man oft nur knapp dem Abstieg entgangen ist, blieb die Beliebtheit beim Publikum ungebrochen, so besuchten am 12. Oktober 1935 82.905 Fans das Heimspiel gegen den FC Arsenal, ein Rekord in der Vereinsgeschichte und die dritthöchste Besucherzahl im englischen Ligafußball. Die beste Ligaplatzierung des Jahrzehnts war der achte Platz 1936. Knighton wurde 1939 nach ausbleibendem Erfolg durch William „Billy“ Birrell ersetzt. Er stand in der Saison 1939/40 jedoch nur noch drei Spiele an der Seitenlinie, bevor der Zweite Weltkrieg dem Ligabetrieb ein abruptes Ende setzte.
Nach der Kapitulation des Deutschen Reichs meldete sich Dynamo Moskau zu einer Reihe von Spielen in England an, um die Wiederaufnahme des Spielbetriebes zu feiern. Am 13. November 1945 fand das erste Spiel der Moskauer gegen den FC Chelsea in London statt. Offiziell wurden 74.496 Besucher in die Stamford Bridge eingelassen, doch viele Menschen verschafften sich illegal Zutritt zum Spiel, indem sie über Zäune kletterten, sodass schlussendlich von 100.000 Zuschauern ausgegangen wurde.
In den frühen 1950er Jahren folgte eine Achterbahnfahrt für Spieler und Fans. 1950 gelang der Sprung ins FA-Cup-Halbfinale, wo sich Arsenal London durchsetzte. 1951 rettete nur die bessere Tordifferenz vor dem Abstieg, bevor 1952 im FA-Cup-Halbfinale gegen Arsenal erneut das Aus kam. William Birrell trat danach als Trainer zurück. Obwohl er keinen einzigen Titel gewinnen konnte, war er für den Verein von außerordentlicher Wichtigkeit, da er zusammen mit anderen ehemaligen Chelsea-Spielern ein für damalige Verhältnisse einmaliges Förderprogramm für junge Talente einrichtete und aktiv nach Nachwuchsspielern für den Klub suchte.

### 1952 bis 1967 – Die erste Meisterschaft

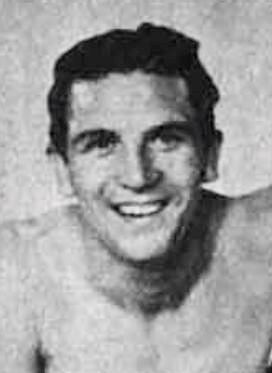
Ted Drake (1939)

Unter Ted Drake, vormals Stürmer für Arsenal und England, begann eine neue Ära. Als eine der ersten Handlungen ersetzte er das Pensioner-Emblem mit dem des blauen Löwen, das in verschiedenen Abwandlungen heute noch erhalten ist. Er wollte keine Starspieler, sondern junge Talente, die sich beim Verein beweisen und Trophäen gewinnen wollten. In der ersten Saison unter Drake belegte Chelsea den 19. Platz. Im nächsten Jahr, 1953, konnten sie sich auf den achten Rang vorarbeiten.
In der Saison 1954/55 kam die Wende: Mit einem Team, in dem sich außer Kapitän Roy Bentley kaum bekannte Spieler befanden, holte der Verein die Meisterschaft, obwohl das Jahr wenig versprechend begonnen hatte. Vier anfängliche Niederlagen in Folge, unter anderem auch ein 5:6 gegen Manchester United, deuteten kaum auf einen Titelgewinn hin. Im November 1954 stand das Team auf Platz zwölf, als die Spieler mit einem Mal ihren Rhythmus fanden und Ostern vier Punkte vor Titelverteidiger Wolverhampton an der Tabellenspitze standen. Den Titel sicherte sich Chelsea am vorletzten Spieltag, dem 23. April 1955, mit einem 3:0-Heimsieg gegen Sheffield Wednesday. 52 Punkte reichten am Ende der Saison für den begehrten Pokal, eine der niedrigsten Punktzahlen eines Meisters seit dem Ersten Weltkrieg. Dank des Meistertitels hätte Chelsea eigentlich die Teilnahme am Europapokal der Landesmeister zugestanden, doch die FA entschied sich gegen den Wettbewerb und legte dem Verein nahe, nicht teilzunehmen. Nach Ansicht der FA war es wichtiger, sich auf den nationalen Ligabetrieb zu konzentrieren.
Nach dem Titelgewinn konnte der Verein nicht an die vergangenen Leistungen anknüpfen und fiel auf den 16. Platz zurück. Die nächsten Jahre schloss man immer in der Mitte der Tabelle ab und die Mannschaft alterte zusehends, so dass mehr und mehr Spieler aus der eigenen Jugend nachrückten, unter ihnen auch Jimmy Greaves. Er erzielte in vier Jahren 122 Tore, davon allein 41 in der Spielzeit 1960/61 (bis heute Vereinsrekord). Nach einer 0:4-Niederlage gegen Blackpool im September 1961 standen die Londoner auf dem letzten Platz der Tabelle, woraufhin Ted Drake entlassen wurde. Seine Nachfolge trat Tommy Docherty als Spielertrainer an. Die Entlassung Drakes konnte den Abstieg in die zweite Liga nicht mehr verhindern. Nachfolger Docherty verkaufte viele der älteren Spieler, um Platz für weitere Nachwuchsspieler zu schaffen. Chelsea kehrte 1963 in die erste Liga zurück und schloss die Saison auf Platz fünf ab. Zum Team gehörten unter anderem Peter Bonetti, Bobby Tambling und John Hollins, alles Spieler aus der eigenen Jugend. Diese Mannschaft bildete Dochertys „Diamantenaufstellung“ („little diamonds“), wie er sie in einer Fernsehdokumentation einmal genannt hatte. Anerkennung hierfür kam auch aus dem Ausland; so wurde Chelsea zwei Mal eingeladen gegen die westdeutsche Fußballnationalmannschaft zu spielen. Die Spiele gingen mit einem 3:1-Sieg für Chelsea und einem 3:3-Unentschieden aus.
Chelsea führte 1965 vier Spiele vor Schluss die Tabelle an und ein neuerlicher Ligagewinn lag in Reichweite. Das Ligaspiel gegen den FC Burnley verlor eine stark geschwächte Mannschaft mit 2:6, wodurch der Titelgewinn nun ausgeschlossen war und es nur für den dritten Platz hinter Manchester United und Leeds United reichte. Das nächste Jahr brachte die Mannschaft mit 60 Spielen an den äußersten Rand der Leistungsfähigkeit, da Auswechslungen damals noch nicht zulässig waren. Neben der Liga war Chelsea auch im Messepokal und im FA Cup vertreten. In beiden Pokalwettbewerben erreichte man das Halbfinale, schied aber beide Male aus.
Docherty ersetzte einige der Youngsters durch erfahrenere Spieler. Mit Peter Osgood kam lediglich ein neuer Spieler aus dem Jugendprogramm dazu. Im Oktober 1966 war Chelsea die einzige ungeschlagene Mannschaft der Liga. Osgood hatte schnell seinen Platz im Team gefunden, doch als er sich im Ligapokalspiel gegen Blackpool das Bein brach, konnte der Ausfall im Sturm kaum kompensiert werden. Das Ergebnis war ein enttäuschender neunter Platz in der Liga und eine 1:2-Niederlage im FA-Cup-Finale gegen Tottenham Hotspur. Als die neue Saison nur zwei Siege in den ersten zehn Spielen mit sich brachte, wurde Docherty entlassen und Dave Sexton zu seinem Nachfolger bestimmt.

### 1967 bis 1971 – Erster europäischer Pokal
Trotz eines niederschmetternden 0:7 gegen Leeds United im ersten Spiel mit Sexton als Trainer wuchs sein Einfluss auf die Spieler bis zum Ende der Saison und der Verein beendete sie, ebenso wie die nächste, unter den sechs ersten Teams. Der Erfolg kehrte 1969/70 zurück, als Osgood und Ian Hutchinson insgesamt 53 Tore für sich verbuchen und die Mannschaft erneut ins Finale des FA Cups führen konnten. Gegner war hier der damalige Meister Leeds United, gegen den Chelsea zwei Mal zurücklag, sich jedoch zu einem 2:2 zurückkämpfte. Nach dem damaligen Reglement bedeutete dies ein Wiederholungsspiel, das zwei Wochen später in Manchester im Old Trafford ausgetragen wurde. In der Verlängerung stand es 1:1, als Chelsea dank eines Kopfballtores von David Webb das erste Mal die Führung übernahm und einen 2:1-Sieg errang. Für Chelsea war es der erstmalige Gewinn dieser Trophäe.
Dadurch stand der erstmaligen Teilnahme am Europapokal der Pokalsieger nichts mehr im Weg. Mit Aris Saloniki und ZSKA Sofia waren die ersten Gegner lösbare Aufgaben, im Viertelfinale wartete der FC Brügge, der das Hinspiel mit 2:0 für sich entscheiden konnte. Im Rückspiel schien es bis kurz vor Schluss nur zu einem 1:0 zu reichen, als Peter Osgood neun Minuten vor Schluss zum 2:0-Ausgleich traf. In der Verlängerung fielen zwei weitere Tore für Chelsea, die den Weg zum Halbfinale gegen Manchester City (damaliger Titelverteidiger) ebneten. Auch diese Hürde wurde mit 1:0 und 1:0 genommen und so standen sich im Endspiel Chelsea und Real Madrid gegenüber. Nach einem zittrigen 1:1 im Hinspiel trafen Dempsey und Osgood zum 2:1-Sieg im Rückspiel und sicherten somit den ersten Pokalsieg auf europäischer Ebene in der Vereinsgeschichte.

### 1971 bis 1983 – Die Krisenjahre

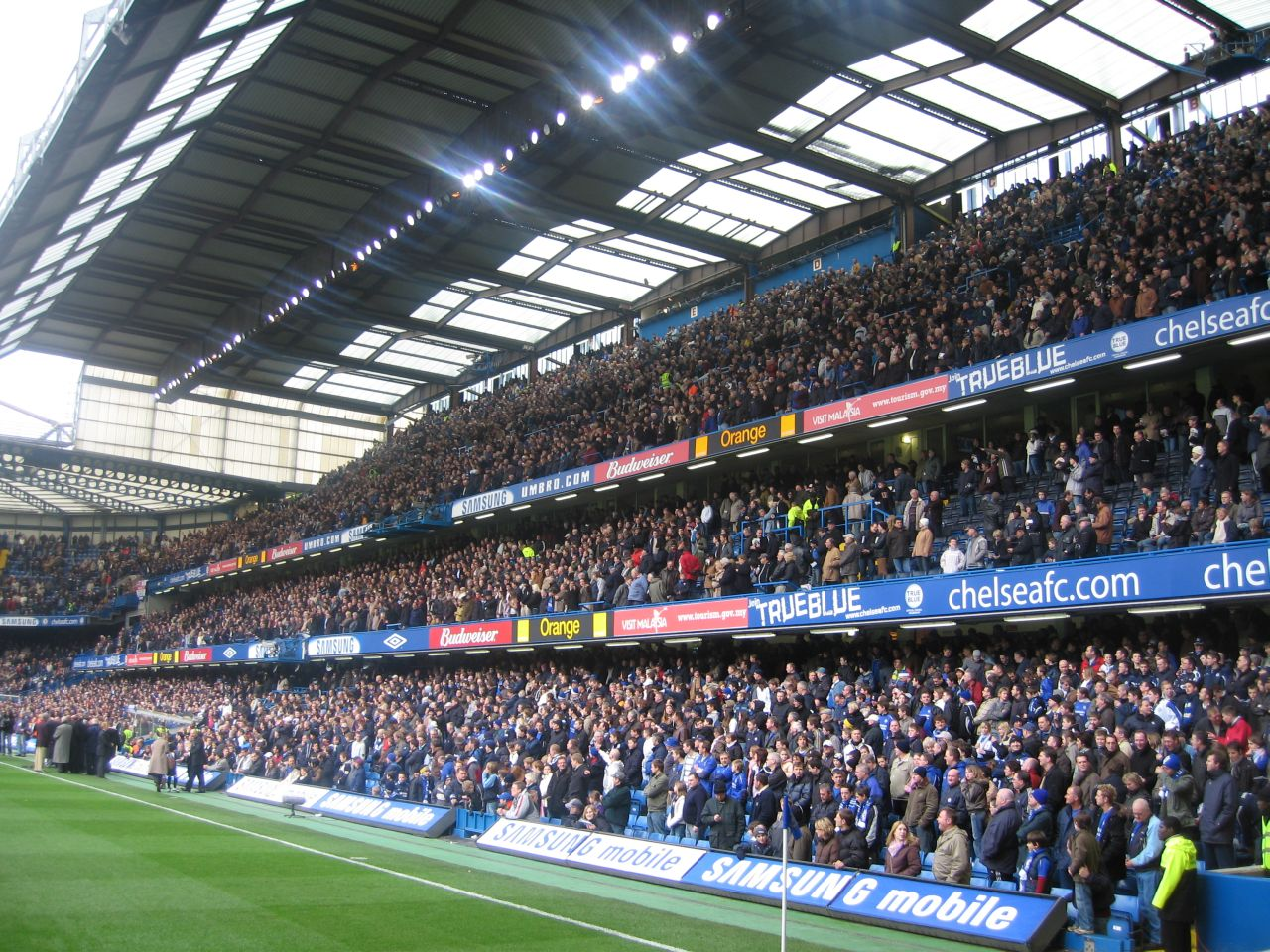
Der East Stand, der Hauptauslöser für die Finanzkrise des Vereins in den Siebzigern

Die Saison 1972/73 endete auf dem 12. Platz, die darauf folgende auf dem 17. Dave Sexton wurde während der Spielzeit 1974/1975 entlassen, nachdem die Mannschaft die neue Saison schwach begonnen hatte. Nachfolger wurde sein Assistent Ron Suart, der den Abstieg 1975 jedoch auch nicht mehr verhindern konnte. Zu den sportlichen Problemen kamen nun auch noch finanzielle Engpässe, die durch den Neubau des East Stand der Stamford Bridge ausgelöst wurden. Diverse Faktoren trieben die Baukosten in die Höhe. 1976 hatte der Club 3,4 Millionen Pfund Schulden angehäuft, weshalb in den folgenden vier Jahren nicht ein Transfer vollzogen werden konnte. Das Interesse der Zuschauer ging wegen fehlender Leistung aber steigender Ticketpreise zur Schuldentilgung zurück, während immer mehr Hooligans im Stadion für Probleme sorgten. Dies bescherte dem Verein zusätzlich schlechte Presse und führte schließlich dazu, dass Chelsea als erster Club in England Zäune am Spielfeldrand aufstellen musste.
Eddie McCreadie übernahm den Job des Trainers kurz vor dem Abstieg 1975, baute das Team wieder auf und kehrte mit ihm 1976/77 in die erste Liga zurück. Da das Geld für Transfers fehlte, etablierten sich mehr und mehr Spieler aus der eigenen Jugend. Unter ihnen waren Ray Wilkins und Steve Finniestone. Er kündigte seinen Job jedoch, als ihm Clubbesitzer Brian Mears keinen Dienstwagen zur Verfügung stellen wollte, und so wurde ein weiterer Ex-Spieler zum Trainer ernannt, diesmal Ken Shellito. Er vollbrachte in der laufenden Saison zwar keine Wunder, konnte jedoch sicherstellen, dass der FC Chelsea auch im nächsten Jahr erstklassig blieb. Zur Mitte der neuen Saison beendete Shellito seine Anstellung beim Club, nachdem bis Weihnachten nur drei Siege eingefahren worden waren; Nachfolger wurde der ehemalige Spurskapitän Danny Blanchflower. Peter Osgood kehrte in jenem Jahr zurück, konnte aber auch keine nennenswerten Impulse geben und so stieg das Team nach nur fünf Siegen und 27 Niederlagen erneut ab. 1979 übernahm Geoff Hurst, Star des Endspiels der Weltmeisterschaft 1966, das Amt des Trainers. Chelsea stand lange auf einem Aufstiegsplatz, bis kurz vor Schluss die Leistungen einbrachen und es nur für den vierten Platz reichte. Nach einem 20. Platz im nächsten Jahr wurde Hurst als Trainer entlassen.
1981 trat Brian Mears als Vorsitzender zurück, nachdem der Verein sich 76 Jahre im Familienbesitz befunden hatte. Ein Jahr später stand der FC Chelsea kurz vor dem Bankrott, die Schulden konnten nicht getilgt und die Spielergehälter nicht bezahlt werden. Für den symbolischen Betrag von einem Pfund übernahm Ken Bates den Verein, weigerte sich jedoch, das Stadion und die damit verbundenen Schulden zu übernehmen. Daraufhin kaufte die Firma Marler Estates Teile des Grundstückes, was zu einer langen rechtlichen Auseinandersetzung führte. Schlussendlich ging Marler Estates in den frühen Neunzigern bankrott und die Chelsea Pitch Owners, eine Organisation von Chelseaanhängern, übernahmen das Stadion. Zweck der Übernahme war es, das Grundstück stets mit dem Klub zu verbinden, unabhängig von der finanziellen Lage des Vereins.
John Neal übernahm 1981 den Trainerposten und erreichte das Viertelfinale des FA Cups, welches gegen Tottenham Hotspur verloren ging. In der Liga reichte es erneut nicht für den Aufstieg und man musste sich mit dem zwölften Platz begnügen. 1981/82 war die wohl anstrengendste Saison von allen für Klub und Fans, als sogar der Abstieg in die dritte Liga drohte. Angesichts der desolaten finanziellen Lage hätte dies den endgültigen Ruin bedeutet. Neun sieglose Spiele trieben die Mannschaft in den Keller der Tabelle, den Abstieg verhinderten gerade noch ein 1:0-Sieg über Bolton am vorletzten und ein Unentschieden gegen Middlesbrough am letzten Spieltag. Zwei Punkte trennten Chelsea am Ende von einem Abstiegsplatz.

### 1983 bis 1990 – Der Neuanfang
Nach den Strapazen der vergangenen Saison stellte Manager John Neal im Sommer 1983 die Weichen für den Aufstieg. Das Team wurde auf mehreren Positionen verstärkt. Die Transfers kosteten insgesamt nur rund 500.000 Pfund, da das Kapital nach wie vor knapp war. Die Veränderungen taten Chelsea sichtlich gut, in den ersten drei Spielen der neuen Saison trafen die Spieler 14 Mal. Insbesondere aufgrund des Dreiergespanns Dixon-Nevin-Speedie erreichte die Mannschaft rasch die Tabellenspitze, hielt sie bis zum Ende der Saison und schaffte 1984 den Aufstieg. Auch die Fans kehrten nun zum Club zurück, fast 10.000 von ihnen verfolgten das letzte Spiel der Saison, das sie gegen Grimsby Town gewann. Der Erfolg setzte sich auch 1984/85 fort, als Chelsea die Saison auf dem sechsten Platz beendete.
John Neal trat mit Ende der Spielzeit 1984/85 aufgrund von Herzproblemen zurück und übergab sein Amt an John Hollins. In dessen erstem Jahr als Trainer 1985/86 wollte er den Schwung aus der vergangenen Saison mitnehmen und den Verein weiter modernisieren. Als Zeichen der Veränderung wurde das Emblem des Vereins abgeändert, so dass der Löwe nun über den Buchstaben CFC stand. Chelsea schaltete sich 1986 erneut in den Titelkampf ein und stand im Februar auf dem ersten Platz, fiel dann aber zurück. Um Ostern herum hatten die Fans die Meisterschaft bereits abgeschrieben, als Chelsea gegen die Queens Park Rangers eine 0:6-Schlappe einstecken musste. Zwei wichtige 2:1-Siege gegen Manchester United und West Ham United brachten Chelsea nochmals in Reichweite der Tabellenspitze, fünf Spieltage vom Ende der Saison entfernt trennten drei Punkte Tabellenführer Liverpool und das Team von John Hollins. Doch von 15 möglichen Zählern sicherte man sich nur einen, wodurch der Titelkampf entschieden war. Die einzige Trophäe in diesem Jahr war die des Full Members Cup, der nach der Katastrophe von Heysel eingeführt wurde, da englische Clubs in dieser Zeit nicht am europäischen Fußball teilnehmen durften. Ein 5:4-Sieg gegen Manchester City brachte den Pokal an die Stamford Bridge.
Wie so oft in der Geschichte des Vereins ließen auch diesmal die Leistungen nach einem viel versprechenden Anfang wieder nach und Chelsea beendete die nächste Meisterschaftsrunde nur auf Platz 14. Hollins wurde im März 1988 entlassen, als erneut der Abstieg drohte. Bobby Campbell übernahm die Trainerposition und trat das kurz zuvor eingeführte Play-off-Spiel gegen den FC Middlesbrough an, das den Absteiger bestimmen sollte. Nach Chelseas 1:2-Niederlage und dem Abstieg begannen Unruhen im Stadion, die schließlich dazu führten, dass mehrere Fans versuchten, auf den Platz zu gelangen. Daraufhin musste Chelsea die nächsten sechs Spiele in der zweiten Liga ohne Publikum austragen, dennoch gelang der sofortige Wiederaufstieg. Mit 99 Punkten, 17 Punkten mehr als Manchester City auf dem 2. Platz, kehrte Chelsea in die erste Liga zurück.

### 1990 bis 2003 – Auf dem Weg nach oben
1989/90 belegten Chelsea den fünften Platz in der First Division. Auch der Full Members Cup gehörte wieder den Londonern, nachdem sie Middlesbrough im Wembley-Stadion mit 1:0 besiegt hatten. Ein Jahr später trat Bobby Campell als Trainer zurück und Ian Porterfield übernahm seinen Posten. Der Klub spielte stark genug, um sich für die neu gegründete Premier League zu qualifizieren, die 1992/93 den Spielbetrieb aufnahm. Porterfield kündigte zur Mitte der Saison und wurde kurzfristig durch David Webb ersetzt, unter dessen Leitung es für den elften Platz reichte. Im Sommer 1993 kam Glenn Hoddle von Swindon Town zum FC Chelsea, um das Amt des Trainers auszufüllen.
Unter Hoddles Regie baute Chelsea kurzzeitig ab und war zwischenzeitlich sogar abstiegsgefährdet, konnte sich aber wieder aus dem Leistungstief herausarbeiten. 1994 stand Chelsea Manchester United im Finale des FA Cups entgegen, welches 0:4 verloren ging. Da sich Manchester United in jener Saison schon für die Champions League qualifiziert hatte, trat an deren Stelle Chelsea im Europapokal der Pokalsieger an, schied dort jedoch im Halbfinale gegen den späteren Gewinner Real Saragossa aus. Hoddle führte Chelsea 1996 zum elften Platz in der Liga und bis ins FA-Cup-Halbfinale, wo jedoch wieder der spätere Sieger Manchester United den Sieg davontrug. 1996 beendete Hoddle sein Engagement und wurde Trainer der englischen Nationalmannschaft.
Ruud Gullit wurde 1996 zum Spielertrainer ernannt und verstärkte das Team mit Spielern wie Gianluca Vialli, Frank Leboeuf, Gianfranco Zola und Roberto Di Matteo. Chelsea entfernte sich mehr und mehr vom Image des mittelmäßigen Großstadtclubs, stattdessen wurden das schnelle, unterhaltsame Passspiel und die technischen Finessen der Spieler bekannt. Der Beginn der Saison 1996/97 wurde vom Tod Matthew Hardings, dem Vizepräsidenten des Clubs, überschattet, der bei einem Helikopterabsturz ums Leben kam. Spielerisch war die Saison die beste seit 1990, Gullit führte Chelsea auf Platz sechs. Im Endspiel des FA Cups schrieben sie Geschichte, als Di Matteo nach nur 43 Sekunden das schnellste Finaltor in der Geschichte des Wettbewerbs erzielte. Das Spiel endete mit 2:0. Im Februar 1998, das Team stand auf Platz zwei der Premier League, wurde Gullit unerwartet entlassen, offensichtlich aufgrund von Unstimmigkeiten über sein Gehalt.
Gianluca Vialli wurde sein Nachfolger, in seinen ersten zwei Monaten als Spielertrainer gewann Chelsea zwei weitere Wettbewerbe. Der Ligapokal ging nach einem 2:0-Sieg über Middlesbrough genauso in den Besitz des Vereins über wie der Europapokal der Pokalsieger nach einem 1:0 gegen Stuttgart. Das nächste Finale, in dem die Londoner erfolgreich waren, war das des Supercups, in dem sich Chelsea und Real Madrid gegenüberstanden. Im August 1999 stand die erstmalige Teilnahme in der UEFA Champions League an. Die Mannschaft von Trainer Vialli drang bis ins Viertelfinale vor, wo sie gegen den FC Barcelona in der Verlängerung des Rückspieles ausschieden, obwohl sie das Hinspiel noch 3:1 für sich entschieden hatten.
In jenen Jahren hatte sich das Bild des Klubs deutlich verändert, es befanden sich so viele internationale Topspieler in den Reihen der Mannschaft, dass am 26. Dezember 1999 im Meisterschaftsspiel gegen Southampton kein Spieler aus dem Vereinigten Königreich mehr in der Startelf stand. Im Jahr 2000 stand Chelsea wieder im Finale des FA Cups, das letzte, das im alten Wembley-Stadion stattfand. Der 2:0-Sieg über Aston Villa brachte den Pokal zum zweiten Mal innerhalb von vier Jahren nach London, im August folgte das Charity Shield nach einem 2:0 gegen Manchester United. Vialli war auf dem Höhepunkt seiner Karriere bei Chelsea und der bis dahin erfolgreichste Trainer der Mannschaft.
Nachdem der FC Chelsea bis September 2000 in fünf Spielen nur einen Sieg hatte erringen können, wurde Vialli durch Claudio Ranieri ersetzt, der den Klub zum sechsten Platz führte. Ranieri verjüngte die Mannschaft durch Spieler wie John Terry und Frank Lampard. In der zweiten Saison unter Ranieri gab es in der Liga keine Fortschritte, dafür aber in anderen Wettbewerben. Im Ligapokal erreichte Chelsea das Halbfinale und im FA Cup sogar das Finale, musste sich aber dann dem späteren Double-Gewinner FC Arsenal geschlagen geben. In der folgenden Saison schaltete sich Chelsea in den Titelkampf ein und sicherte sich am letzten Spieltag mit einem 2:1 über den FC Liverpool den vierten Platz und damit die Champions-League-Teilnahme.

### 2003 bis 2022 – Die Abramowitsch-Ära
2003 hatte sich der russisch-israelische Milliardär Roman Abramowitsch entschlossen, einen Fußballverein zu kaufen. Neben Chelsea und Lazio Rom, Tottenham Hotspur und Arsenal war auch Manchester United eine mögliche Option, die Abramowitsch aber aufgrund des hohen Kaufpreises verwarf. Am 26. Juni 2003 trafen sich der Vorstandsvorsitzende von Chelsea Trevor Birch und Abramowitsch; der Handel an sich war nach zwanzig Minuten abgeschlossen. Abramowitsch überwies dem Clubbesitzer Ken Bates 60 Millionen Pfund, was für Bates einen vermuteten Gewinn von 17 Millionen Pfund bedeutete. Zusätzlich kam Abramowitsch für Schulden in Höhe von rund 90 Millionen Pfund auf. Der Gesamtpreis belief sich auf 140 Millionen Pfund. Die Übernahme kam gerade noch rechtzeitig, denn Chelsea musste im Juli 2003 rund 23 Millionen Pfund Schulden tilgen, ein Betrag, den die Londoner ohne Abramowitschs Geld nicht zur Verfügung gehabt hätten.

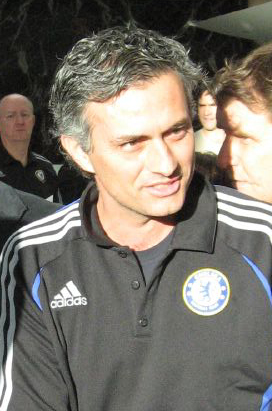
José Mourinho (2007)

Die Saison 2003/04 beendete Chelsea mit einem zweiten Platz in der Premier League und dem Halbfinale in der Champions League. Jenes Halbfinale wurde Ranieri jedoch zum Verhängnis, als Chelsea zunächst auswärts mit 3:1 gegen AS Monaco verlor und dann im Rückspiel an der Stamford Bridge eine 2:0-Führung verspielte und schließlich 2:2 unentschieden spielte. Das Unentschieden war hauptsächlich auf die Einwechslungen Ranieris zurückzuführen. Trotz Siegen über Lazio Rom in der Champions League und Newcastle United in der Liga und grundsätzlich zunehmenden Leistungen zum Ende der Saison, konnte Chelsea den späteren Meister Arsenal nicht mehr einholen. Der ausbleibende Erfolg und Ranieris zunehmend sarkastisch-pessimistisch werdenden Äußerungen führten im Sommer 2004 zu seiner Entlassung. Der ehemalige Trainer des FC Porto José Mourinho, der in jenem Jahr die Champions League gewonnen hatte, übernahm seinen Posten. Zu seiner Einführung zeigte Mourinho sich betont selbstbewusst, sein Ausspruch „Please don’t call me arrogant, but I’m European champion and I think I’m a special one.“ („Bitte nennen Sie mich nicht arrogant, doch ich bin Sieger der Champions League und ich denke, ich bin etwas besonderes.“) brachte ihm den Spitznamen „The Special One“ ein.
Mit der Saison 2004/05 trat Chelsea die erfolgreichste Spielzeit bis dahin an. Nach einem eher schleppenden Start mit nur acht Toren in neun Spielen und fünf Punkten Rückstand auf Tabellenführer Arsenal nahm die Mannschaft mehr Fahrt auf. Am 6. November 2004, nach einem Sieg gegen Everton, erreichte Chelsea die Tabellenspitze, die der Verein bis zum Ende der Saison hielt. Rückgrat des Teams war die Defensive, die für 25 Spiele ohne Gegentore (davon 1025 Minuten am Stück ohne Gegentreffer) und nur 15 Gegentore im Verlauf der Meisterschaftsrunde sorgte. Mit einem 2:0-Sieg gegen die Bolton Wanderers sicherte Chelsea sich den ersten Meistertitel seit 50 Jahren, zum Ende der Saison hatten sie mit 95 Punkten auf dem Konto einen neuen Premier-League-Rekord aufgestellt.
Das Double machte Mourinhos Mannschaft mit einem 3:2 gegen Liverpool im Finale des Ligapokals perfekt. In der Champions League traf man im Achtelfinale auf den FC Barcelona, gegen den die Londoner im Hinspiel mit 1:2 verloren hatten. Mourinho warf dem Barça-Trainer Frank Rijkaard danach vor, in der Halbzeit mit Schiedsrichter Anders Frisk gesprochen zu haben, ein Vorwurf, der sich zwar als berechtigt herausstellte, jedoch für Mourinho eine Sperre von zwei Spielen nach sich zog. Die zweite Partie gegen Barcelona gewann Chelsea zu Hause mit 4:2, die ersten drei Tore für sie fielen innerhalb von 20 Minuten. Im Viertelfinale wartete der FC Bayern München, gegen den Chelsea im Heimspiel zunächst 4:2 gewann und dann auswärts mit 2:3 verlor, das 6:5 nach beiden Spielen reichte aber für das Halbfinale. Dort schied man gegen den späteren Sieger FC Liverpool aus.
Die neue Saison begann Chelsea mit neun Siegen in Folge, darunter ein 4:1 gegen Liverpool, und waren zeitweise 18 Punkte vom nächsten Verfolger Manchester United entfernt. Zur Mitte der Saison zeigte die Mourinho-Elf Schwächen und so schmolz der Vorsprung auf sieben Punkte zusammen, doch Chelsea sicherte sich schließlich die Titelverteidigung. In der Champions League gab es ein erneutes Aufeinandertreffen mit Barcelona, denen man zunächst mit 1:2 unterlag und im Rückspiel nur ein 1:1-Unentschieden abringen konnte, so dass der Wettbewerb bereits nach dem Achtelfinale beendet war. Im FA Cup erreichte man das Halbfinale, in welchem Liverpool 2:1 siegte.
Noch vor Beginn der Saison 2006/07 machten die Londoner von sich reden, als sie für die Rekordsumme von rund 50 Millionen Euro den ukrainischen Stürmer Andrij Schewtschenko von der AC Mailand kauften. Nach Verletzungen von Stammtorhüter Petr Čech und John Terry im Winter 2006 verlor die Abwehr an Sicherheit, und der Ligakonkurrent Manchester United zog an Chelsea vorbei. Nach der Rückkehr Čechs und Terrys stabilisierte sich die Abwehr wieder, doch Uniteds Vorsprung war mit zwischenzeitlichen sieben Punkten zu groß, um den Klub von Alex Ferguson wieder einzuholen, so dass Chelsea die Saison auf Platz 2 beendete. Zwei Pokale konnten sie sich dennoch sichern, den Ligapokal mit einem 2:1 gegen Arsenal und den FA Cup mit 1:0 nach Verlängerung gegen Manchester United im neuen Wembley-Stadion, als Chelsea auch die letzte Mannschaft war, die den Pokal im alten Wembley-Stadion gewann. In der Champions League endete der Traum vom Finale im Halbfinale, als es nach Hin- und Rückspiel 1:1 stand und Chelsea im Elfmeterschießen mit 1:4 gegen Liverpool ausschied. Am 20. September 2007 gab der Verein auf seiner Webseite die Trennung von Mourinho bekannt; sie sei im beiderseitigen Einverständnis erfolgt. Ein konkreter Grund für die Trennung wurde nicht bekannt gegeben. Es wird jedoch angenommen, dass Abramowitsch von Mourinho attraktiveren und torreicheren Fußball verlangte.
Am Tag von Mourinhos Entlassung wurde Avram Grant als neuer Trainer vorgestellt, der im Sommer 2007 als Sportdirektor bei Chelsea verpflichtet worden war. Bei seinem Einstand als Trainer verlor Chelsea 0:2 gegen Manchester United. Doch die Leistungen verbesserten sich und so konnte Chelsea bis Weihnachten den dritten Platz halten und bis auf sieben Punkte an Manchester United herankommen. Im Carling Cup erreichte Chelsea das Finale, verlor dort jedoch nach Verlängerung mit 1:2 gegen Tottenham Hotspur. Im FA Cup war im Viertelfinale beim 0:1 gegen den FC Barnsley Endstation. Im März zog Liga-Rivale Arsenal zeitweise mit neun Punkten Vorsprung davon, doch der Vorsprung schmolz nach einigen Fehlern bei Arsenal rasch. Am 23. März übernahm Manchester United die Tabellenführung. Chelsea verbesserte sich bald darauf auf den zweiten Platz und blieb ihnen mit zuerst fünf und später drei Punkten Abstand auf den Fersen. Im direkten Duell der beiden gewann Chelsea mit 2:1 und zog damit punktgleich. Manchester blieb aufgrund des besseren Torverhältnisses dennoch Tabellenführer. Die Meisterschaft wurde erst am letzten Spieltag, dem 11. Mai 2008, entschieden, als Manchester United gewann, während Chelsea nur 1:1-Unentschieden gegen die Bolton Wanderers spielte.
In der Champions League erreichte Chelsea das Halbfinale, wo der Gegner zum dritten Mal in vier Jahren Liverpool lautete. Nach einem 1:1-Unentschieden im Hinspiel entschied Chelsea das Rückspiel mit 3:2 für sich und sicherte sich so den ersten Einzug in das Finale der Champions League in der Vereinsgeschichte. Im Finale scheiterten sie jedoch an Manchester United mit 6:7 im Elfmeterschießen. John Terry vergab dabei den fast schon sicheren Sieg, als er bei seinem Elfmeterschuss auf dem nassen Rasen ausrutschte und nur den Pfosten traf. Am 24. Mai, drei Tage nach dem Finale, wurde Grant schließlich entlassen.
Nach Avram Grants Entlassung wurde am 11. Juni 2008 Luiz Felipe Scolari als neuer Trainer bekanntgeben, der bis zu seinem Amtsantritt am 1. Juli die portugiesische Nationalmannschaft trainierte. Scolaris Amtszeit begann stark mit 28:3 Toren und zwölf Spielen ohne Niederlage in allen Wettbewerben. Den Auftakt in der Premier League am 17. August 2008 gewann die Mannschaft 4:0 gegen den FC Portsmouth. Am 26. Oktober verloren sie zu Hause 0:1 gegen den FC Liverpool, womit die Serie von 86 Ligaheimspielen bzw. zweieinhalb Jahren ohne Niederlage riss. Danach fiel die Leistung der Mannschaft insbesondere bei Heimspielen ab. Aus 16 Ligaspielen holte man von 48 möglichen Punkten nur 29. Daraufhin wurde Scolari am 9. Februar entlassen. Am 11. Februar wurde Guus Hiddink als neuer Trainer vorgestellt. Hiddink behielt jedoch auch seinen Posten als russischer Nationaltrainer und wurde daher nur bis zum Ende der Saison verpflichtet. In der Champions League schafften sie es bis in das Halbfinale, wo sie allerdings gegen den FC Barcelona nach einem 0:0 im Camp Nou und einem 1:1 aus dem Turnier gingen. Am Schluss schafften sie in der Premier League den dritten Platz, hinter Manchester United und dem FC Liverpool, und schafften es somit sich für die Champions League zu qualifizieren. Hiddink gewann bei seinem letzten Spiel für Chelsea den FA Cup gegen den FC Everton 2:1.
Am 1. Juni 2009 wurde Carlo Ancelotti als neuer Trainer von Chelsea vorgestellt. Dieser kam von der AC Mailand, mit welcher er 2007 die Champions League gewann und unterschrieb einen Dreijahresvertrag. In seinem ersten Pflichtspiel gewann er mit dem FC Chelsea den FA Community Shield gegen Manchester United im Elfmeterschießen mit 4:1. Matchwinner war Petr Čech, der die Elfmeter von Ryan Giggs und Patrice Evra halten konnte. Nach einer guten Saison, in der Chelsea 86 Punkte gewann und insgesamt 103 Tore schoss, was Ligarekord bedeutete, wurde der Verein zum dritten Mal Premier-League-Meister. Durch einen 1:0-Sieg im FA-Cup-Finale gegen den FC Portsmouth gewann Chelsea zum ersten Mal in der Vereinsgeschichte das „Double“. Die Saison 2010/11 schloss der Verein als Vizemeister ab. Nach der Niederlage beim FC Everton im letzten Saisonspiel gab der Verein am 22. Mai 2011 die Trennung von Trainer Ancelotti bekannt.

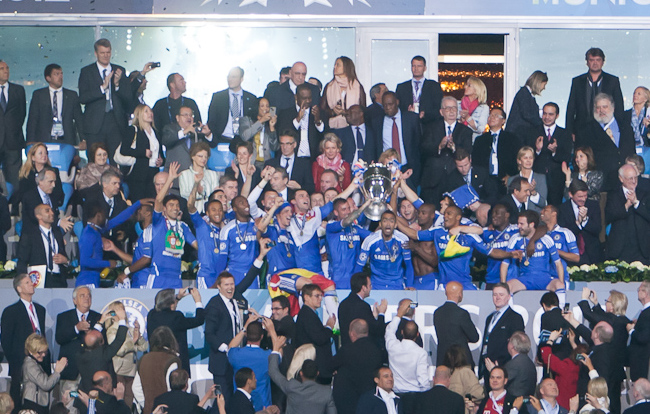
Übergabe der Champions-League-Trophäe an den FC Chelsea

Am 22. Juni 2011 wurde die Verpflichtung von André Villas-Boas als neuer Trainer des FC Chelsea bekanntgegeben. Chelsea bezahlte für Villas-Boas eine Ablösesumme von umgerechnet ca. 15 Millionen Euro an den FC Porto. Villas-Boas war bereits von 2004 bis 2007 im Trainerstab von José Mourinho für den FC Chelsea tätig gewesen. Während der Saisonvorbereitung gewann man den ersten Titel unter dem neuen Trainer, die Premier League Asia Trophy. Villas-Boas blieb in seinen ersten fünf Spielen als Chelsea-Coach ungeschlagen. Ende November verloren sie innerhalb weniger Tage zweimal gegen den FC Liverpool, unter anderem im Viertelfinale des League Cups. Am 4. März 2012, nach einer 0:1-Niederlage gegen West Bromwich Albion, wurde Villas-Boas von seinen Aufgaben als Chelsea-Trainer entbunden. Sein Assistenztrainer Roberto Di Matteo übernahm das Amt bis Saisonende. Unter dem Interimstrainer schlug man Neapel im Achtelfinal-Rückspiel der Champions League mit 4:1, nachdem das Hinspiel mit 1:3 verloren worden war. Nach weiteren Erfolgen über Benfica Lissabon und den FC Barcelona erreichte man schlussendlich das Finale. Am 19. Mai 2012 gewann man in München gegen den FC Bayern München im Elfmeterschießen die Champions League. Damit war Chelsea zum ersten Mal in der Vereinsgeschichte Sieger des höchsten europäischen Pokals. Neben der Champions League gewann der FC Chelsea auch den FA Cup durch einen 2:1-Sieg über Liverpool. Für Chelsea war es der siebte Gewinn dieser Trophäe.
Nach der erfolgreichen Zeit als Interimstrainer unterschrieb Di Matteo am 13. Juni 2012 einen Zweijahresvertrag. Im ersten Spiel mit Di Matteo als Cheftrainer musste man sich im Community-Shield-Finale Manchester City geschlagen geben. Das Achtelfinale im League Cup gewann Chelsea spektakulär 5:4 gegen Manchester United. Nach Niederlagen gegen West Bromwich Albion und Juventus Turin wurde Di Matteo am 21. November 2012 wieder entlassen. Noch am Abend des gleichen Tages wurde Rafael Benítez als Nachfolger präsentiert. Er unterschrieb einen Vertrag bis zum Saisonende. In den ersten drei Ligaspielen unter dem spanischen Trainer blieb Chelsea sieglos. Im vierten Spiel, dem letzten Gruppenspiel in der Champions League, gewann man 6:1 gegen den FC Nordsjælland. Trotz dieses Sieges konnte nicht mehr verhindert werden, dass Chelsea die Gruppenphase als Dritter beendete. So ging Chelsea als der erste jemals in der Gruppenphase gescheiterte Titelverteidiger in die Geschichte der Champions League ein. Knapp eine Woche später verlor man auch das Finale der FIFA-Klub-Weltmeisterschaft. In der Europa League drang Chelsea bis ins Endspiel vor, welches 2:1 gegen Benfica Lissabon gewonnen wurde. Chelsea war der vierte und der einzige britische Klub, der bis dahin alle drei großen UEFA-Klubwettbewerbe gewonnen hatte.
Zur Saison 2013/14 kehrte José Mourinho als Trainer zum FC Chelsea zurück, nachdem er zwei Tage zuvor Real Madrid in „gegenseitigem Einvernehmen“ verlassen hatte. Mit Mourinho blieb die Mannschaft in den ersten drei Ligaspielen ungeschlagen, verlor aber Ende August 2013 das UEFA-Super-Cup-Finale gegen den FC Bayern München im Elfmeterschießen. In der Champions League erreichte Chelsea das Halbfinale, schied dort jedoch gegen Atlético Madrid nach einer 1:3-Niederlage im Rückspiel aus. Im League Cup scheiterte der FC Chelsea im Viertelfinale gegen den FC Sunderland, im FA Cup war gegen Manchester City in der fünften Runde Endstation. Die Premier-League-Saison 2013/14 beendete man hinter Manchester City und dem FC Liverpool auf dem dritten Platz. In der Saison 2014/15 blieb der FC Chelsea unter Mourinho wettbewerbsübergreifend bis zum 6. Dezember 2014 insgesamt 21 Spiele ungeschlagen. Die Gruppenphase der Champions League beendete man als Gruppensieger, scheiterte jedoch bereits im Achtelfinale an Paris Saint-Germain. Im FA Cup schied man in der 4. Runde zu Hause gegen den Drittligisten Bradford City mit 2:4 aus, nachdem Chelsea nach 40 Minuten bereits mit 2:0 geführt hatte. Anfang März gewannen sie zum fünften Mal den League Cup nach einem 2:0-Sieg gegen Tottenham Hotspur. Es war Mourinhos erster Titel seit seiner Rückkehr und insgesamt sein siebter als Chelsea-Trainer. Im Mai gewann Chelsea durch einen 1:0-Erfolg über Crystal Palace die englische Meisterschaft 2014/15 mit acht Punkten Vorsprung vor Manchester City. Für Chelsea war es der fünfte Meistertitel.
Das erste Spiel der neuen Saison 2015/16, das Community-Shield-Finale, verlor Chelsea 0:1 gegen den Stadtrivalen FC Arsenal. Als der FC Chelsea nach dem 16. Spieltag der Premier League mit neun Niederlagen und nur 15 Punkten auf dem 16. Tabellenplatz stand, wurde am 17. Dezember 2015 die Trennung von Mourinho bekannt gegeben. Am nächsten Spieltag betreute der Co-Trainer Steve Holland die Mannschaft. Danach wurde der Niederländer Guus Hiddink, der den FC Chelsea schon von Februar bis Juni 2009 trainiert hatte, bis zum Saisonende verpflichtet. Im FA Cup schied Chelsea in der sechsten Runde aus, im League Cup war bereits in der vierten Runde Schluss. Die Premier-League-Saison beendete man auf dem zehnten Platz, was Chelseas schlechtestes Abschneiden seit der Saison 1995/96 war.

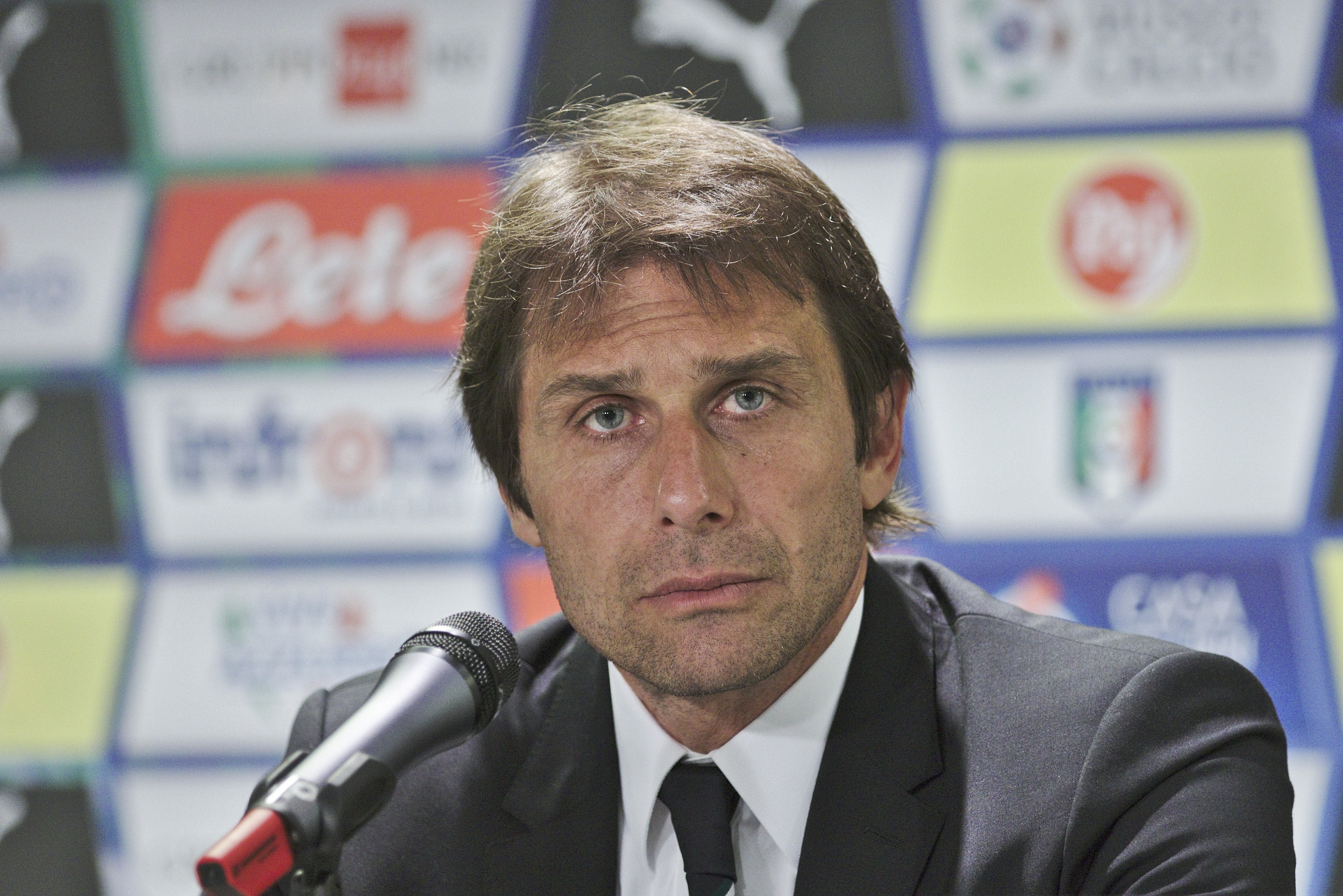
Antonio Conte (2015)

Zum Beginn der Saison 2016/17 wurde der ehemalige italienische Nationalteamtrainer Antonio Conte als neuer Trainer vorgestellt. Von Leicester City wurde N’Golo Kanté verpflichtet, der im Vorjahr einen großen Teil zu deren überraschenden englischen Meisterschaft beigetragen hatte. Unter Conte gewann man die ersten vier Spiele. Nach der Heimniederlage gegen den FC Liverpool und dem deutlichen Misserfolg gegen den Lokalrivalen FC Arsenal in der englischen Premier League stellte der italienische Trainer die Taktik um. Er stellte auf ein etwas untypisches 3-4-3 um. Mit diesem System stellte Chelsea den Vereinsrekord von 13 Siegen in Folge (darunter zehn ohne Gegentor) auf. Für den Ligarekord reichte es nicht, diesen hält Arsenal mit 14 Siegen in Folge. Im EFL Cup schied man in der vierten Runde gegen West Ham United aus. Im FA Cup schritt man bis ins Finale vor, das Chelsea 1:2 gegen den FC Arsenal verlor. Im Januar 2017 wechselte der Fußballer Oscar für 60 Millionen, was damals eine neue Rekordsumme für einen Transfer darstellte, in Richtung China zum Shanghai Port FC. Am 37. Spieltag der Ligasaison sicherte sich der FC Chelsea (36. Spiel für Chelsea, da sie noch ein Nachholspiel hatten) die englische Meisterschaft 2016/17. Das Siegtor zur sechsten Meisterschaft des Clubs erzielte der eingewechselte Michy Batshuayi in der 82. Minute. Mit 93 Punkten erreichte man die beste Punkteausbeute seit José Mourinhos erster Saison als Chelsea-Trainer (95 Punkte).
Das erste Spiel der neuen Saison 2017/18, das Finale des Community Shield, verlor der FC Chelsea, wie bereits 2015, gegen den FC Arsenal. Auch der Start in die neue Premier-League-Saison verlief mit einer 2:3-Niederlage gegen den FC Burnley nicht verheißungsvoll. In der Champions League scheiterte man gegen den FC Barcelona bereits im Achtelfinale. Im EFL Cup kam Chelsea bis in das Halbfinale, welches in einer 1:2-Niederlage gegen Arsenal endete. In der Liga erreichten sie nach der Meisterschaft in der Vorsaison nur einen enttäuschenden fünften Platz. Im Mai konnte Chelsea im letzten Spiel der Saison den FA Cup zum achten Mal gewinnen, der Gegner hieß Manchester United. Für Conte war dies jedoch das letzte Spiel als Chelsea-Coach. Am 13. Juli 2018 gab Chelsea die Trennung von Conte bekannt. Englische Medien berichteten von einer Abfindung in Höhe von 10 Millionen Euro.
Am 14. Juli 2018 wurde Maurizio Sarri als Nachfolger von Conte eingestellt, er erhielt vorerst einen Vortrag für zwei Jahre. Der Trainerwechsel kostete Chelsea laut übereinstimmenden Medienberichten 8 Millionen Euro. Zwei Tage vor dem ersten Ligaspiel in der Saison 2018/19 verließ Stammtorhüter Thibaut Courtois den Verein, um sich Real Madrid anzuschließen; Chelsea kassierte eine Ablösesumme von 35 Millionen Euro. Im Zuge dessen wurde der Torhüter Kepa von Athletic Bilbao als Ersatz verpflichtet. Mit einer Ablösesumme von 80 Millionen wurde er zum teuersten Torhüter der Welt. Das erste Spiel, das Community-Shield-Finale gegen Manchester City mit Sarri an der Seitenlinie, ging verloren. Die ersten 12 Spiele bestritt die Mannschaft mit Sarri ohne eine Niederlage in der Liga, womit ein neuer Rekord in der Premier League aufgestellt wurde. Wettbewerbsübergreifend blieb die Mannschaft mit ihm 18 Spiele lang ungeschlagen. In der Europa League erreichte Chelsea nach Siegen über Malmö FF, Dynamo Kiew, Slavia Prag und Eintracht Frankfurt das Finale. Im Endspiel traf man auf den FC Arsenal, den man deutlich mit 4:1 schlug. Für Chelsea war es der zweite Erfolg in der Europa League und der erste europäische Titel seit 2013. Im FA Cup schied Chelsea in der fünften Runde gegen Manchester United aus. Sechs Tage später spielten sie im Finale des EFL Cups, welches man im Elfmeterschießen gegen deren Stadtrivalen Manchester City verlor. Die Ligasaison beendete der Londoner Klub auf dem dritten Platz.

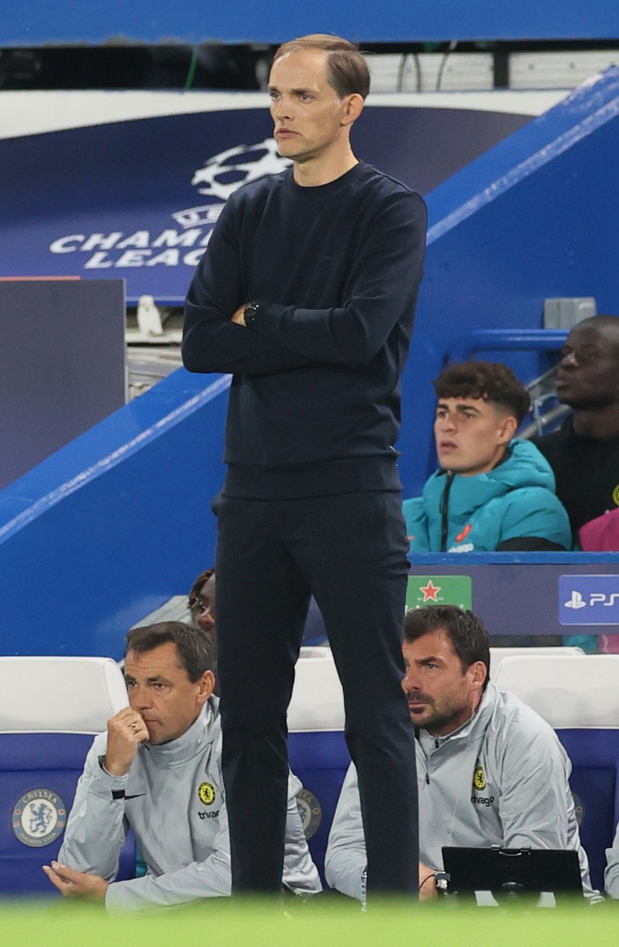
Thomas Tuchel (2021)

Am 16. Juni 2019 wurde bekanntgegeben, dass Sarri den Verein wieder verlassen werde, um den Cheftrainerposten bei Juventus Turin zu übernehmen. Als Ersatz wurde Chelseas Rekordtorschütze Frank Lampard als Trainer verpflichtet. Er wurde der erste englische Trainer des FC Chelsea in über zwei Jahrzehnten. Mit Eden Hazard verließ ein Schlüsselspieler für die Titelgewinne der letzten Jahre den Verein zu Real Madrid. Aufgrund einer Transfersperre musste der Verein auf den eigenen Nachwuchs setzen, wodurch der Kader erheblich verjüngt wurde. So kehrten u. a. Tammy Abraham (21, Aston Villa), Mason Mount (20, Derby County), Fikayo Tomori (21, Derby County) und Reece James (19, Wigan Athletic) von ihren Leihen zurück. Chelsea kassierte im ersten Spiel unter Lampard eine 0:4-Niederlage gegen Manchester United im Eröffnungsspiel der neuen Premier-League-Saison. Auch das zweite Saisonspiel, das Finale des UEFA Super Cups gegen Champions-League-Gewinner FC Liverpool verlor Chelsea. Im EFL Cup schied man bereits in der vierten Runde aus. Im FA Cup erreichte man nach einem 3:1-Erfolg über Manchester United das Endspiel, dieses verlor Chelsea gegen den FC Arsenal, wie bereits 2002 und 2017. In der Champions League erreichte der FC Chelsea das Achtelfinale als Gruppenzweiter der Gruppe H. Im Achtelfinale gegen den späteren Sieger FC Bayern München war man chancenlos und schied nach zwei deutlichen Niederlagen aus. In der Liga belegte Chelsea 33 Punkte hinter Meister Liverpool den vierten Rang.
Im Sommer 2020 startete der FC Chelsea eine Transferoffensive und gab fast 250 Millionen Euro für neue Spieler aus. Aus der deutschen Bundesliga verpflichtete man Timo Werner (53 Millionen Euro, RB Leipzig) und Kai Havertz (80 Millionen Euro, Bayer Leverkusen), der gleichzeitig durch den Transfer zum teuersten deutschen Spieler wurde. Chelsea startete gut in die neue Ligasaison. Nach elf Spieltagen stand Chelsea mit nur zwei Punkten Rückstand auf den Tabellenersten Tottenham Hotspur auf dem dritten Platz. Danach ließ die Form stark nach und Chelsea konnte nur noch zwei der nächsten acht Ligaspielen für sich entscheiden. Somit stand man mit elf Punkten Rückstand auf Manchester United nur noch auf dem neunten Platz. Am 25. Januar 2021, einen Tag nach dem 3:1-Sieg über Luton Town im FA Cup, gab Chelsea die Trennung von Lampard bekannt.
Am 26. Januar 2021 wurde Thomas Tuchel, der knapp einen Monat zuvor bei Paris Saint-Germain entlassen worden war, als neuer Trainer eingestellt. Tuchel war der erste deutsche Trainer, der zum Cheftrainer des FC Chelsea ernannt wurde. Am nächsten Tag stand er bei einem torlosen Unentschieden zuhause gegen die Wolverhampton Wanderers das erste Mal an der Seitenlinie. Die ersten 14 Spiele unter Tuchel blieb man ungeschlagen, womit er einen neuen Rekord für die längste ungeschlagene Serie eines neuen Cheftrainers in der Geschichte des FC Chelsea aufstellte. Am 18. April 2021 kündigte der FC Chelsea seinen Beitritt zur neuen Super League an, einer Liga, in der die größten europäischen Klubs vertreten gewesen wären. Nach heftigen Gegenreaktionen der Fans gab der Verein einige Tage später seinen Rückzug bekannt. Im FA Cup zog Chelsea nach einem Sieg gegen Manchester City in das Endspiel ein. Das am 15. Mai 2021 ausgetragene Finale verlor Chelsea gegen Leicester City, nachdem der vermeintliche Ausgleichstreffer in der Nachspielzeit vom Videoschiedsrichter aberkannt wurde. In der Champions League bezwang man Atlético Madrid, FC Porto und Real Madrid und erreichte schließlich das Endspiel, welches in Porto ausgetragen wurde. Für Chelsea war es der erste Finaleinzug seit 2012. Im Finale bezwang Chelsea Manchester City durch einen Treffer von Kai Havertz in der 42. Minute mit 1:0. In der Premier League erreichte man den vierten Platz, 19 Punkte hinter Meister Manchester City.
Im ersten Sommertransferfenster unter Tuchel kehrte Romelu Lukaku von Inter Mailand an die Stamford Bridge zurück. Mit einer Ablösesumme von 113 Millionen Euro wurde er Chelseas neuer Rekordtransfer. Im ersten Spiel der neuen Saison, dem Finale im UEFA Super Cup, schlug der FC Chelsea den Europa-League-Sieger FC Villarreal im Elfmeterschießen. In der Premier League holte man in den ersten fünf Spielen vier Siege. Vom 5. bis zum 14. Spieltag führte man die Tabelle an. Im EFL Cup erreichte Chelsea nach zwei Siegen über den Stadtrivalen Tottenham Hotspur das Endspiel, scheiterte aber im Elfmeterschießen am FC Liverpool.

### Seit 2022: Gegenwart
Am 26. Februar 2022 kündigte der Besitzer Roman Abramowitsch an, die Leitung des FC Chelsea an die Treuhänder der Chelsea Foundation zu übergeben, nachdem westliche Regierungen aufgrund des russischen Überfalls auf die Ukraine Sanktionen gegen russische Oligarchen verhängt hatten. Die Treuhänder stimmten nicht sofort zu, da sie rechtliche Bedenken hinsichtlich der Regeln der Charity Commission for England and Wales hatten. Eine Woche später stellte Abramowitsch den Verein zum Verkauf und schrieb einen Kredit von 1,5 Milliarden Pfund ab, welchen der Verein ihm schuldete. Am 10. März kündigte die britische Regierung Sanktionen gegen Abramowitsch an. Der FC Chelsea durfte bis zum 31. Mai mit einer Sonderlizenz weiterarbeiten.
Der FC Chelsea ist seit Mai 2022 im Besitz einer Gruppe, bestehend aus der Clearlake Capital Group, Todd Boehly, Mark Walter und Hansjörg Wyss. Die neuen Eigentümer erwarben die Anteile am Verein für 2,5 Milliarden Pfund (rund 2,9 Milliarden Euro). In der Sommertransferperiode wurden u. a. Wesley Fofana (80 Mio. €), Marc Cucurella (65 Mio. €), Raheem Sterling (56 Mio. €) und Kalidou Koulibaly (38 Mio. €) verpflichtet. Nach einem schlechten Saisonstart mit nur zehn Punkten nach sechs Spielen in der Liga und einer 0:1-Niederlage in der Champions League gegen Dinamo Zagreb wurde Tuchel von seinen Pflichten entbunden. Als Nachfolger wurde am 8. September 2022 Graham Potter von Brighton & Hove Albion verpflichtet und mit einem Fünfjahresvertrag ausgestattet. Im Januar 2023 verpflichtete der Verein neue Spieler für insgesamt 350 Millionen Euro. Es kamen u. a. Enzo Fernández (121 Mio. €), Mychajlo Mudryk (70 Mio. €), Benoît Badiashile (38 Mio. €), Noni Madueke (35 Mio. €) und João Félix (11 Mio. € Leihgebühr); zudem wurde Malo Gusto (30 Mio. €) unter Vertrag genommen und bis zum Saisonende an Olympique Lyon zurückverliehen.
Am 2. April 2023 wurde Potter nach einer 0:2-Niederlage gegen Aston Villa und aufgrund eines elften Platzes in der Liga entlassen. Als Interimstrainer wurde Frank Lampard verpflichtet. Die Liga beendete man auf einem schwer enttäuschenden 12. Platz, womit ein Europapokalstartplatz erstmals seit sieben Jahren deutlich verpasst wurde.
In der Saison 2023/24 verpflichtete man den Argentinier Mauricio Pochettino als neuen Trainer. Chelsea fand zu Beginn nicht wirklich in seine Form und ließ teilweise auch gegen „leichte“ Gegner wichtige Punkte liegen. Dazu zählt auch ein 0:1 gegen den Zweitligisten FC Middlesbrough im Halbfinal-Hinspiel des Ligapokals. Dieses machte man aber mit einem 6:1 im Rückspiel wieder wett und zog damit ins Finale ein. Der FC Liverpool erzielte in der 118. Minute das entscheidende Tor zum 0:1, womit Chelsea ausgeschieden war. Auch im FA Cup schieden sie mit einem 0:1 aus, diesmal im Halbfinale gegen Manchester City. Nachdem der FC Chelsea in der Hinrunde nur 25 Punkte holte, spielte man in der Rückrunde deutlich besser und holte 50 % mehr Punkte als in der Hinrunde. Maßgeblich daran beteiligt war der Schlussspurt, bei dem Chelsea die letzten fünf Ligaspiele allesamt gewinnen konnte. Mit 63 Punkten wurde man Sechster und durfte sich damit immerhin erstmals an der Qualifikation zur UEFA Conference League messen, nachdem Manchester United als Achtplatzierter den FA Cup gewann. Wenige Tage nach dem letzten Saisonspiel gab der Verein die Entlassung von Pochettino bekannt.
Die Saison 2024/25 war von gemischten Gefühlen geprägt. In der heimischen Liga zeigte man durchwachsene Leistungen und landete am Ende auf Rang vier. In der Conference League dominierte Chelsea von Anfang an und zog als Sieger der Ligaphase souverän ins Achtelfinale ein. In der K.o.-Phase eliminierte Chelsea den FC Kopenhagen, Legia Warschau und den schwedischen Vertreter Djurgarden. Im Endspiel drehte Chelsea einen 0:1-Pausenrückstand gegen Betis Sevilla dank einer fulminanten zweiten Halbzeit und sicherte sich mit einem am Ende klaren 4:1-Sieg den Pokal der UEFA Conference League. Damit war der FC Chelsea auch der erste Verein überhaupt, der alle drei Europacup-Turniere (Champions-, Europa- und Conference League) gewinnen konnte. Auch an der in den Vereinigten Staaten stattfindenden Klub-Weltmeisterschaft 2025 nahm der FC Chelsea teil. Die Gruppenphase beendete der frisch gebackene UEFA-Conference-League-Sieger hinter Flamengo Rio de Janeiro nach zwei Siegen aus drei Partien auf dem zweiten Rang, der zur Teilnahme am Achtelfinale berechtigte. Dort besiegte man Benfica Lissabon nach Verlängerung noch klar mit 4:1, nachdem es zum Ende der regulären Spielzeit noch Unentschieden 1:1 gestanden hatte. Im Viertel- bzw. Halbfinale spielte Chelsea gegen die brasilianischen Mannschaften Palmeiras São Paulo bzw. Fluminense Rio de Janeiro um den Finaleinzug und setzte sich mit 2:1 bzw. 2:0 durch. Chelsea stand damit im Endspiel der Klub-WM, das am 13. Juli gegen den Champions-League-Sieger Paris Saint-Germain stattfand. Im Finale besiegte der FC Chelsea den Gegner deutlich mit 3:0; das Endergebnis stand bereits zur Halbzeitpause fest. Damit wurde Chelsea zum zweiten Mal Gewinner der FIFA-Klub-Weltmeisterschaft.

## Stamford Bridge

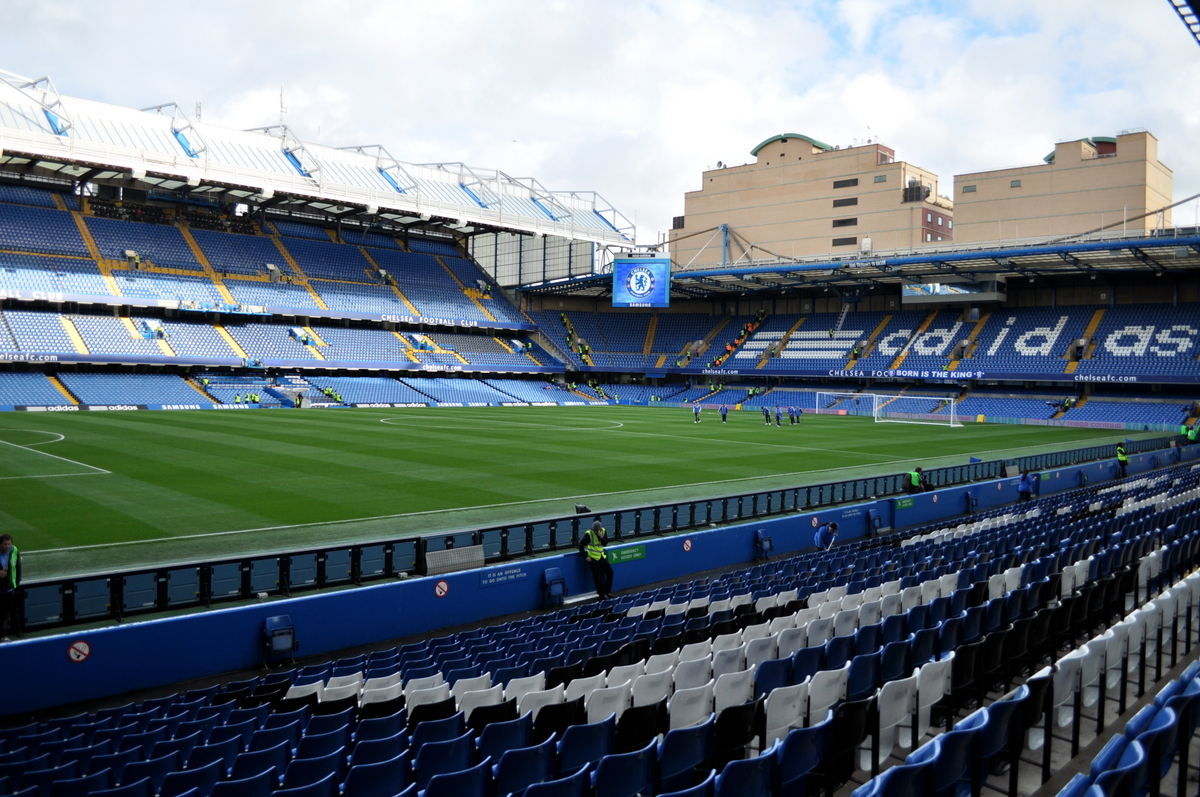
Der East Stand und das Shed End

Der FC Chelsea trägt seine Heimspiele seit der Gründung in der Stamford Bridge aus. Das Stadion liegt entgegen landläufiger Meinung nicht im Stadtteil Chelsea, sondern in Fulham. Man geht davon aus, dass der Name eine Ableitung von „Samfordesbrigge“ ist, was so viel bedeutet wie „die Brücke an der sandigen Furt“ (englisch: „the bridge at the sandy ford“). Unter Anhängern des Vereins ist das Stadion auch einfach nur als The Bridge bekannt.
Das Stadion wurde am 28. April 1877 eröffnet und während der ersten Jahre vom London Athletic Club für Leichtathletikveranstaltungen genutzt. 1904 erwarben Gus und Joseph Mears das Gelände sowie auch ein nahegelegenes Grundstück, um dort Fußballspiele auszutragen. Die Stamford Bridge wurde vom bekannten Architekten Archibald Leitch, der auch den nahegelegenen Craven Cottage entworfen hatte, entworfen. Ursprünglich hatte die Stamford Bridge eine Kapazität von etwa 100.000 Zuschauern und war damit das zweitgrößte Stadion Englands. Die heutige maximale Besucherzahl liegt bei 40.267. Anfang der 1930er Jahre wurde eine Tribüne errichtet, welche «Shed End» genannt wurde. Der Name stammt vermutlich von der Wellblechüberdachung, wodurch die Tribüne von außen wie ein großer Schuppen aussah (engl. shed: der Schuppen). Ab den 1960er Jahren wurde sie als Heimat der treuesten und lautesten Fans bekannt.

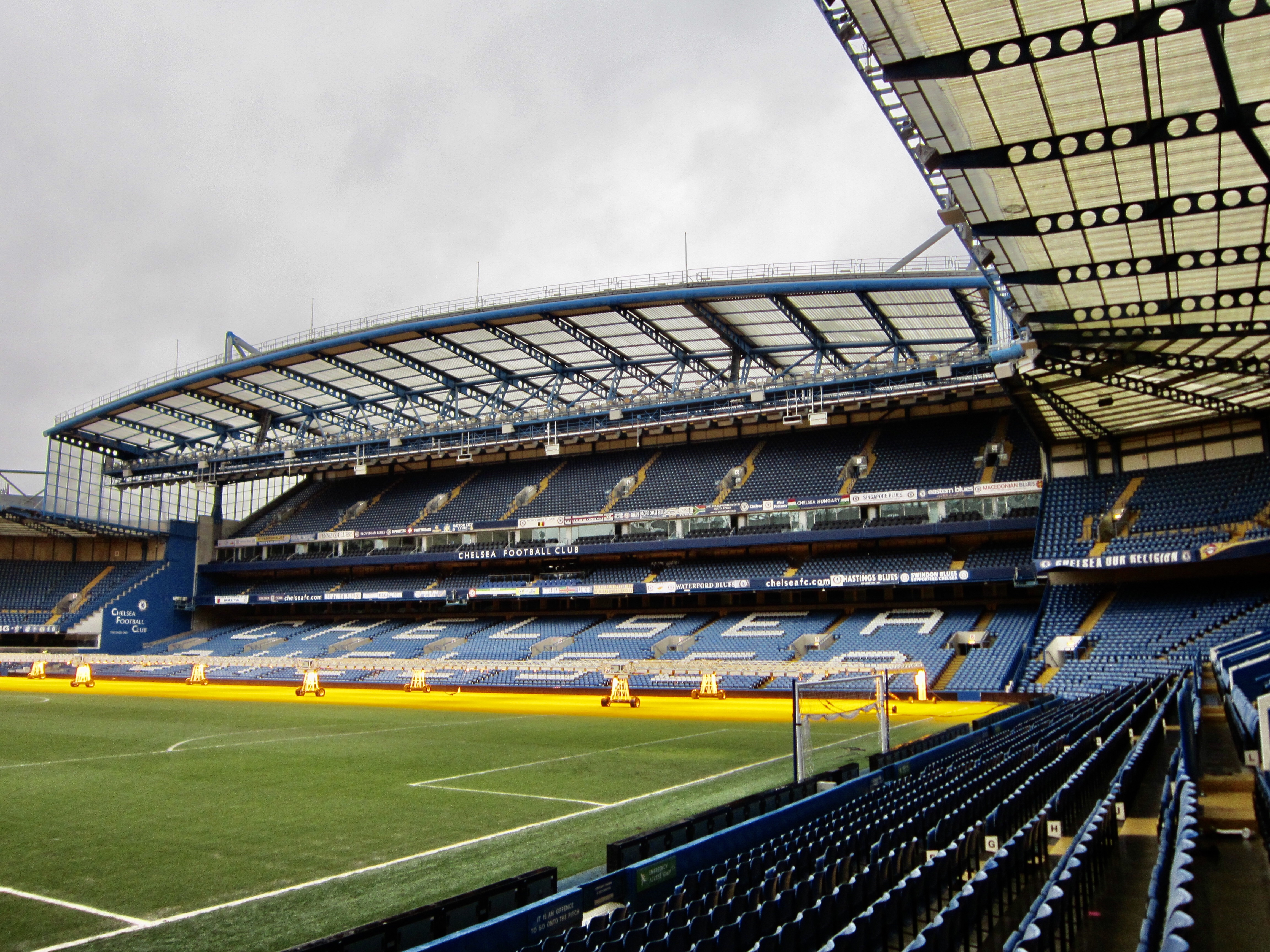
Der West Stand

Anfang der 1970er Jahre wurden Pläne für eine Modernisierung angekündigt. Die Stamford Bridge sollte in ein hochmodernes Stadion, 50.000 Zuschauer fassend, umgewandelt werden. Die Arbeiten begannen 1972, doch es tauchten diverse Probleme auf und schließlich wurde nur die Osttribüne fertiggestellt. Die Kosten brachten den Verein an den Rand des Bankrotts. Chelseas Zukunft war erst Mitte der 1990er Jahre wieder gesichert. 1997 übernahmen die Chelsea Pitch Owners, eine Organisation von Fans, das Stadion sowie die Namensrechte des Vereins. Aufgrund des Namensrechts, das mit dem Stadion verbunden ist, darf sich der Klub nur so lange Chelsea Football Club nennen, wie die Heimspiele auf dem Grundstück der Stamford Bridge ausgetragen werden. 2001 wurde der nördliche, westliche und südliche Teil des Stadions in Sitzplatztribünen umgebaut und näher an das Spielfeld gerückt.
Während der Sanierung des Stadions wurde das umliegende Gelände um viele zusätzliche Einrichtungen erweitert. Dazu gehörten Hotels, Apartments, Bars, Restaurants, der Chelsea Megastore und eine interaktive Besucherattraktion namens Chelsea World of Sport. Das Gelände wird als Chelsea Village bezeichnet. Die Nordtribüne wurde in Matthew Harding Stand umbenannt, nach dem Vereinsdirektor, der 1996 bei einem Hubschrauberunglück ums Leben kam.

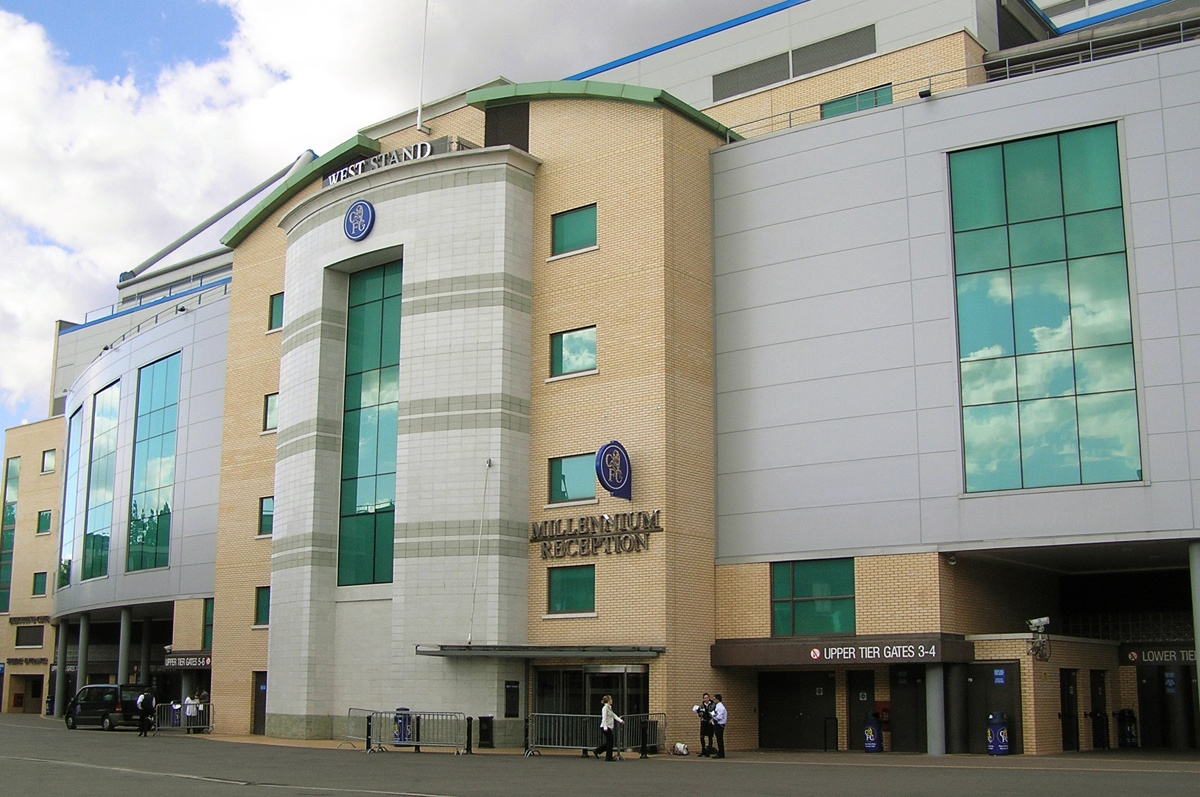
Westeingang

Oft wird darüber diskutiert, dass Chelsea ein größeres Stadion benötigt, doch aufgrund der Lage an einer Hauptstraße und zwei Eisenbahnlinien kann die Stamford Bridge nur über die Eingänge an der Fulham Road betreten werden, was eine Erweiterung einschränkt. Obwohl der Verein grundsätzlich am jetzigen Standort verbleiben möchte, wird aber auch immer wieder von Umzügen an andere naheliegende Standorte gesprochen. Im Oktober 2011 versuchte Chelsea das Grundstück von den Chelsea Pitch Owners zurückzukaufen, das Angebot wurde jedoch abgelehnt. Auch der Versuch, die Battersea Power Station zu kaufen, um das Gelände zu erweitern, war erfolglos. Daraufhin kündigte der Verein Pläne für den Umbau der Stamford Bridge zu einem Stadion mit 60.000 Plätzen an. Im Januar 2017 wurden diese Pläne vom Stadtrat von Hammersmith und Fulham genehmigt, doch am 31. Mai 2018 gab der Verein eine Erklärung ab, das neue Stadionprojekt auf unbestimmte Zeit auf Eis zu legen; der Grund dafür sei „das derzeitig ungünstige Investitionsklima“.
Im März 2022, nachdem der Besitzer Roman Abramowitsch angekündigt hatte, den Verein zu verkaufen, geriet die Zukunft der Stamford Bridge erneut in den Fokus.

## Vereinswappen

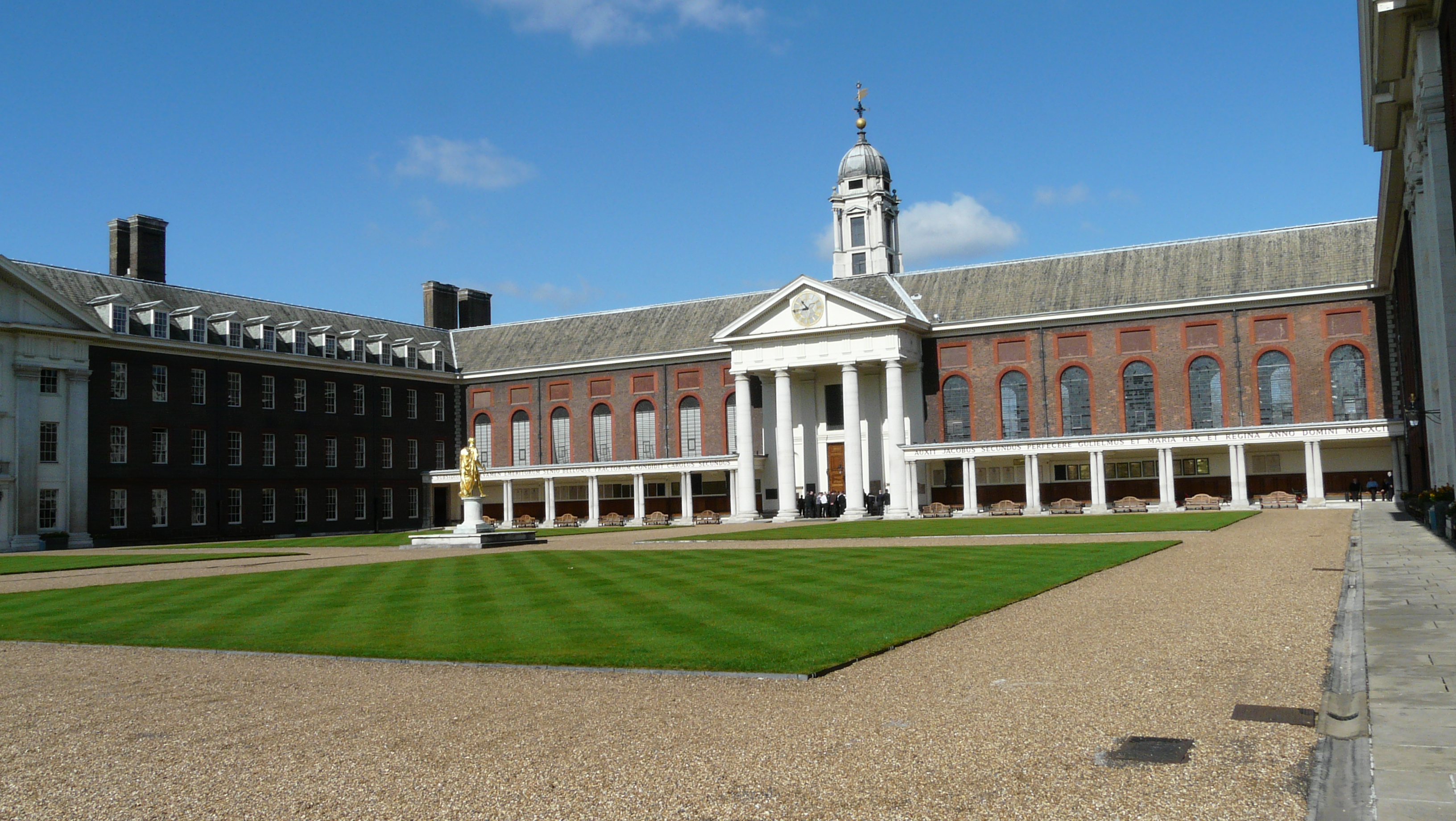
Das Royal Hospital Chelsea

In den mehr als 100 Jahren Clubgeschichte hatte der FC Chelsea vier Embleme und verschiedene Abwandlungen von diesen. Das Gründungsemblem von 1905 zeigt einen Chelsea Pensioner und ist umrandet von den Worten „Chelsea Football Club“. Als Chelsea Pensioners bezeichnet man ehemalige Soldaten, die aufgrund von Verwundungen oder hohen Alters aus dem Dienst geschieden waren und ihren Lebensabend im Royal Hospital Chelsea verbrachten. Das Emblem hielt sich bis in die fünfziger Jahre des 20. Jahrhunderts, wurde jedoch nie auf den Trikots abgebildet.
Als Ted Drake 1952 als Trainer verpflichtet wurde, bestand er darauf, dass der Pensionär durch ein neues Wappen ersetzt wurde. Bis das neue Emblem jedoch fertig entworfen war, wurde eine schlichte Übergangslösung gesucht, die mit Beginn der Saison 1953/54 abgesetzt wurde. Das neue Emblem zeigte nun einen blauen Löwen, rückwärts blickend, mit einem Stab in den Pfoten. Der Rand des Vereinswappens ist mit Fußbällen und Rosen verziert. Der Löwe war dem Wappen des Grafen Cadogan entnommen, der damals Präsident des Clubs war, der Stab verweist auf den Abt von Westminster, in dessen Zuständigkeitsbereich auch Chelsea fiel. Die Tudor-Rose ist ein Nationalsymbol Englands. Dieses Emblem war das erste, das auch auf die Trikots aufgestickt wurde.
1986 änderte der neue Manager John Hollins als Zeichen der Modernisierung auch das Vereinswappen. Der Hintergrund wurde in ein etwas helleres Blau getaucht und der Löwe naturgetreuer dargestellt. In der Mitte befinden sich die Buchstaben „CFC“, auf die sich der Löwe stützt. Dieses Design hielt sich für 19 Jahre, war bei den Fans jedoch wenig beliebt.
Zu Beginn der Jubiläumssaison 2005/06 änderte die Clubführung das Emblem zum bisher letzten Mal; das jetzige Layout orientiert sich an dem Ted Drakes. Der blaue Löwe kehrte in die Mitte des Emblems zurück und hielt wie in den 1950ern wieder den Stab zwischen den Pfoten. Zum hundertjährigen Bestehen des Vereins waren die Rosen und Fußbälle in Gold gehalten, nach Ende der Spielzeit 2005/06 wurden sie rot eingefärbt.

1905–1952
1953–1986
1986–2005
2005–2006
2005–

## Fans und Anhänger
| Saison  | Durchschn. Zuschauerzahlen |
| ------- | -------------------------- |
| 2009/10 | 41.423                     |
| 2010/11 | 41.435                     |
| 2011/12 | 41.484                     |
| 2012/13 | 41.462                     |
| 2013/14 | 41.482                     |
| 2014/15 | 41.546                     |
| 2015/16 | 41.500                     |
| 2016/17 | 41.508                     |
| 2017/18 | 41.282                     |
| 2018/19 | 40.441                     |
| 2019/20 | 32.023                     |
| 2020/21 | 484                        |
| 2021/22 | 36.443                     |

Chelsea gehört zu den am meisten unterstützten Fußballvereinen der Welt. Zu den Heimspielen kommen regelmäßig mehr als 40.000 Fans an die Stamford Bridge. Chelseas traditionelle Fangemeinde kommt aus dem gesamten Großraum London, einschließlich Arbeitervierteln wie Hammersmith und Battersea sowie wohlhabenderen Gegenden wie Chelsea und Kensington. Außerdem gibt es zahlreiche offizielle Fanclubs im Vereinigten Königreich und auf der ganzen Welt. Während der Saison 2021/22 hatte der FC Chelsea mit 38.013 den zehnthöchsten Zuschauerschnitt in der Premier League. 2021 belegte Chelsea mit 1,3 Millionen verkaufen Trikots weltweit den siebten Platz unter den Fußballvereinen. Im April 2022 hatte Chelsea über 110 Millionen Follower in den sozialen Medien.
Bei Spielen singen die Chelsea-Fans Sprechchöre wie Carefree (zur Melodie von Lord of the Dance, dessen Text wahrscheinlich von Fan Mick Greenaway geschrieben wurde), Ten Men Went to Mow, We All Follow the Chelsea (zur Melodie von Land of Hope and Glory), Zigga Zagga und das feierliche Celery. Letzteres wird oft von Fans begleitet, die sich gegenseitig mit Sellerie bewerfen, obwohl das Mitbringen und Werfen von Gemüse nach einem Zwischenfall mit dem Arsenal-Mittelfeldspieler Cesc Fàbregas beim Ligapokalfinale 2007 in der Stamford Bridge verboten wurde.
Während der 1970er- und 1980er-Jahre gerieten Klub und Anhänger aufgrund von Problemen mit Hooligans, den Chelsea Headhunters, in Verruf. Zusammen mit den Hooliganvereinigungen anderer Vereine, besonders mit der Inter City Firm (West Ham United), den Millwall Bushwackers (FC Millwall) und den Salford Reds (Manchester United) galten sie als aggressivste und gefährlichste Verbindung in England. Die Zunahme der Hooligan-Zwischenfälle in den 1980er-Jahren veranlasste den Vorsitzenden Ken Bates zu dem Vorschlag, einen Elektrozaun zu errichten, um die Hooligans davon abzuhalten, das Spielfeld zu betreten; ein Vorschlag, der vom Greater London Council abgelehnt wurde. Seit den 1990er-Jahren ist die Zahl der Ausschreitungen bei Spielen deutlich zurückgegangen. Faktoren für diese Entwicklung sind der Umbau der Stadien von Steh- zu Sitzplätzen, die damit einhergehende Verteuerung der Tickets, eine räumliche Trennung der Fans von Gastgebern und Gästen sowie Videoüberwachung.

### Rivalitäten
Chelsea hat langjährige Rivalitäten mit den Nordlondoner Vereinen FC Arsenal und Tottenham Hotspur. Eine starke Rivalität mit Leeds United geht auf mehrere hitzige und kontroverse Spiele in den 1960er- und 1970er-Jahren zurück, insbesondere auf das FA-Cup-Finale 1970. Die anderen Vereine aus dem Westen Londons, FC Brentford, FC Fulham und Queens Park Rangers, werden im Allgemeinen nicht als große Rivalen angesehen, weil die Spiele nur sporadisch stattfinden, da die Vereine oft in verschiedenen Ligen spielen.

#### FC Arsenal

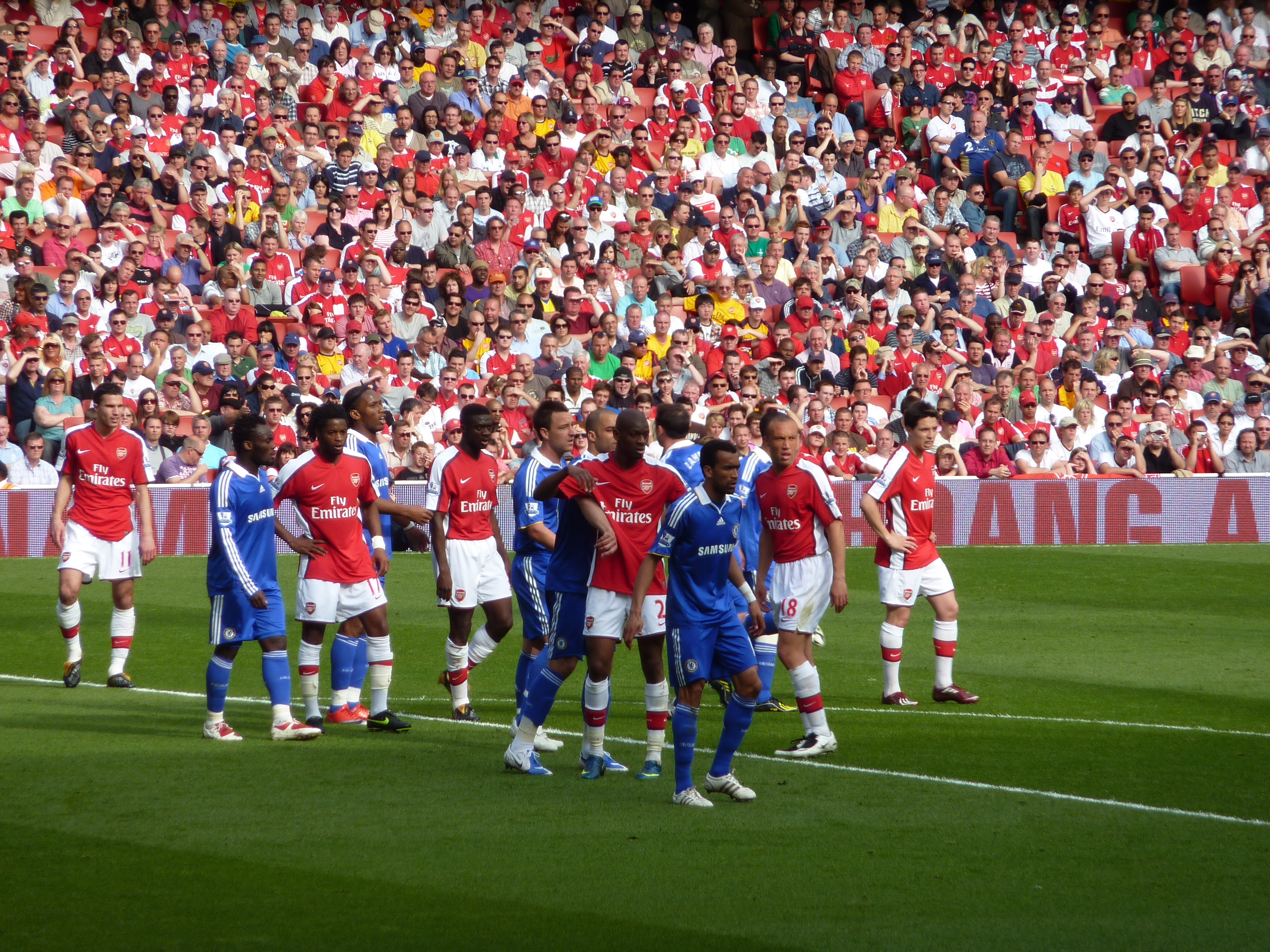
Arsenal gegen Chelsea (2009)

Obwohl man sich nie als Hauptrivalen betrachtet hat, herrschte, als die beiden größten und erfolgreichsten Vereine Londons, immer eine gewisse Rivalität zwischen den Fans. Die Aufeinandertreffen zwischen Chelsea und Arsenal werden jedoch erst seit dem sportlichen Aufstieg des FC Chelsea in den 2000er-Jahren als wichtiges Derby betrachtet, als die beiden Teams begannen, um den Titel in der Premier League zu kämpfen.
Die erste Ligabegegnung zwischen den beiden Mannschaften fand am 9. November 1907 in der Stamford Bridge statt. Es war das erste Mal, dass sich in der First Division zwei Londoner Vereine gegenüberstanden und lockte 65.000 Zuschauer an. Ein Spiel im Jahr 1935 in der Stamford Bridge lockte fast 83.000 Zuschauer an, die dritthöchste Zuschauerzahl bei einem englischen Ligaspiel. 2007 triumphierte Chelsea über Arsenal im Finale des League Cups. Am 22. März 2014 gewann Chelsea, in Arsène Wengers 1.000. Spiel als Arsenal-Trainer, mit 6:0. Im September 2016 schlug Arsenal Chelsea mit 3:0, es war das erste Mal seit 2013, dass Arsenal ein Tor gegen den Stadtrivalen gelang sowie der erste Sieg in der Premier League seit fünf Jahren. Im Mai 2019 trafen die beiden Mannschaften zum ersten Mal in einem europäischen Finale aufeinander, und zwar in der Europa League, wo sich Chelsea mit einem 4:1-Sieg den zweiten Titel in diesem Wettbewerb sicherte. Für Petr Čech, der zwischen 2004 und 2019 für beide Mannschaften spielte, war es das letzte Spiel seiner Karriere.
Chelsea und Arsenal standen sich insgesamt in 209 Spielen (Stand: 23. April 2024) gegenüber. Davon konnte Chelsea bisher 66 für sich entscheiden, Arsenal steht bei 83 Siegen. In 60 Begegnungen trennte man sich unentschieden. Wettbewerbsübergreifend spielten sie bisher in acht Finalen gegeneinander, wobei Arsenal fünfmal gewann, darunter die FA-Cup-Finale von 2002, 2017 und 2020.

#### Tottenham Hotspur
In der Liga trafen Chelsea und Tottenham erstmals am 18. Dezember 1909 an der Stamford Bridge aufeinander, da Tottenham erst 1908 der Football League beigetreten war und 1909 den Aufstieg in die First Division schaffte. Chelsea gewann damals mit 2:1. In der darauffolgenden Saison kämpften die beiden Mannschaften gegen den Abstieg und spielten am 30. April 1910, dem letzten Spiel der Saison, in der White Hart Lane gegeneinander. Tottenham gewann mit 2:1 und schickte Chelsea in die Second Division.

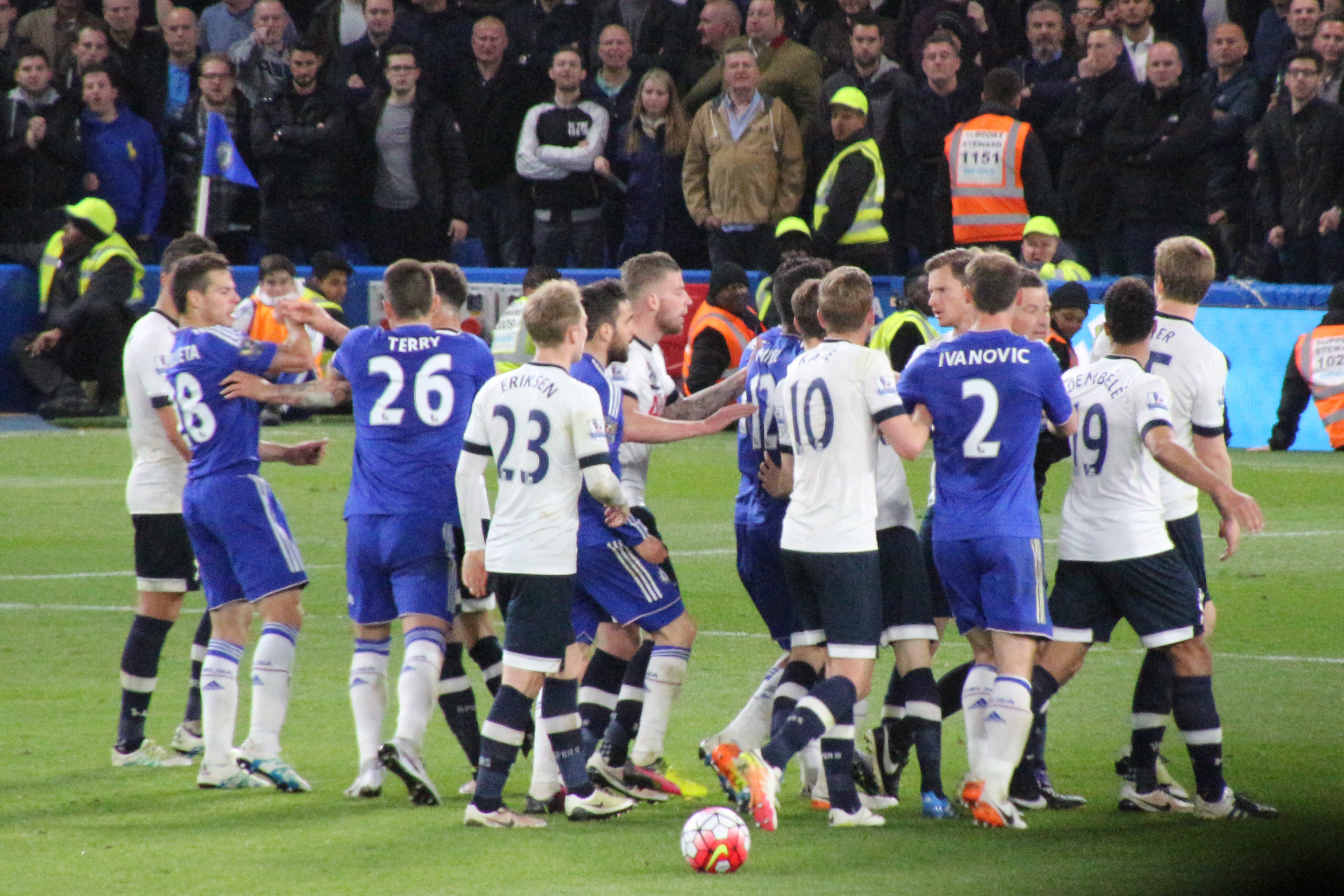
„Battle of Stamford Bridge“

Die eigentliche Rivalität selbst geht jedoch erst auf das FA-Cup-Finale von 1967 zurück, welches das erste Finale des Wettbewerbs war, das zwischen zwei Londoner Vereinen ausgetragen wurde. Tottenham gewann die Trophäe vor über 100.000 Zuschauern. Zwischen der Saison 1990 und 2006 konnte Tottenham kein einziges Ligaspiel gegen Chelsea für sich entscheiden. Am 1. März 2015 gewann Chelsea das Finale des Ligapokals mit 2:0 gegen Tottenham, wodurch Chelsea Tottenham in der Anzahl gewonnener Trophäen überholte. In der Saison 2016/17 beendete Tottenham Chelseas Rekordserie von 13 Siegen in der Premier League. Daraufhin lieferten sich beide ein Kopf-an-Kopf-Rennen um den Meistertitel, welches Chelsea mit 93 Punkten gegenüber Tottenhams 86 Punkten für sich entschied.
Am 2. Mai 2016 trafen die beiden Vereine an der Stamford Bridge in einem Spiel aufeinander, das später als „Schlacht an der Stamford Bridge“ bezeichnet wurde. Das Spiel endete 2:2, nachdem Chelsea einen 0:2-Rückstand aufholen konnte, was Leicester City automatisch den ersten Premier-League-Titel bescherte. So nah war Tottenham seit der letzten Meisterschaft 1961 noch nie am Gewinn der Liga. Durch das Spiel wurde die Rivalität zwischen den beiden neu entfacht, da sich die Spieler gegenseitig auf dem Spielfeld angriffen, was zu neun gelben Karten für die Spurs (ein Rekord in der Premier League) und drei weiteren für Chelsea führte und Mousa Dembélé eine Sperre von sechs Spielen wegen gewalttätigen Verhaltens einbrachte.
Chelsea und Tottenham standen sich insgesamt in 178 Spielen (Stand: 2. Mai 2024) gegenüber. Davon konnte Chelsea mit 79 Siegen bisher die Mehrheit für sich entscheiden, Tottenham steht bei 55 Siegen und 43 Aufeinandertreffen endeten unentschieden. In Endspielen stand man sich dreimal gegenüber, letztmals im Finale des Ligapokals 2015, welches Chelsea als bisher einziges für sich entscheiden konnte.

#### Leeds United

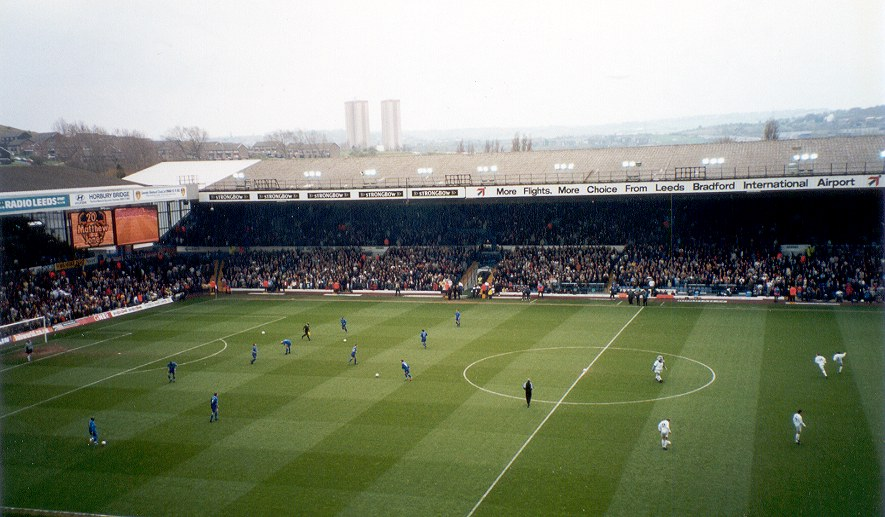
Chelsea gegen Leeds (2000)

Die Rivalität zwischen Chelsea und Leeds United geht auf eine Reihe von hart umkämpften und kontroversen Spielen in den 1960er-Jahren zurück, als die beiden Vereine häufig um nationale und europäische Titel kämpften.
1970 begegnete man sich im Finale des FA Cups. Das Spiel fand am 11. April 1970 im Wembley-Stadion statt und endete 2:2 und war damit das erste FA-Cup-Finale seit 1912, das wiederholt werden musste. Das Wiederholungsspiel, das am 29. April im Old Trafford ausgetragen wurde, gewann Chelsea schließlich mit 2:1. Es zählt zu den besten FA-Cup-Finalspielen der Geschichte und wurde aufgrund der Feindseligkeit zwischen den beiden Mannschaften als das „brutalste Spiel“ in der Geschichte des englischen Fußballs bezeichnet. Der Abstieg von Leeds aus der Premier League 2004 beendete die Rivalität vorläufig; danach trafen die Vereine nur noch einmal in sechzehn Jahren aufeinander, wobei Chelsea ein 5:1-Erfolg über Leeds im Viertelfinale des Ligapokals 2012 gelang. Leeds stieg nach der Saison 2019/20 wieder in die höchste Spielklasse auf. Das erste Aufeinandertreffen endete im Dezember 2020 mit einem 3:1-Sieg für Chelsea.
Chelsea und Leeds standen sich insgesamt in 108 Spielen (Stand: 4. März 2023) gegenüber, wobei Leeds 40-mal siegreich war, Chelsea war in 38 Spielen erfolgreich und 30 Begegnungen endeten ohne Sieger.

## Chelsea in der Popkultur

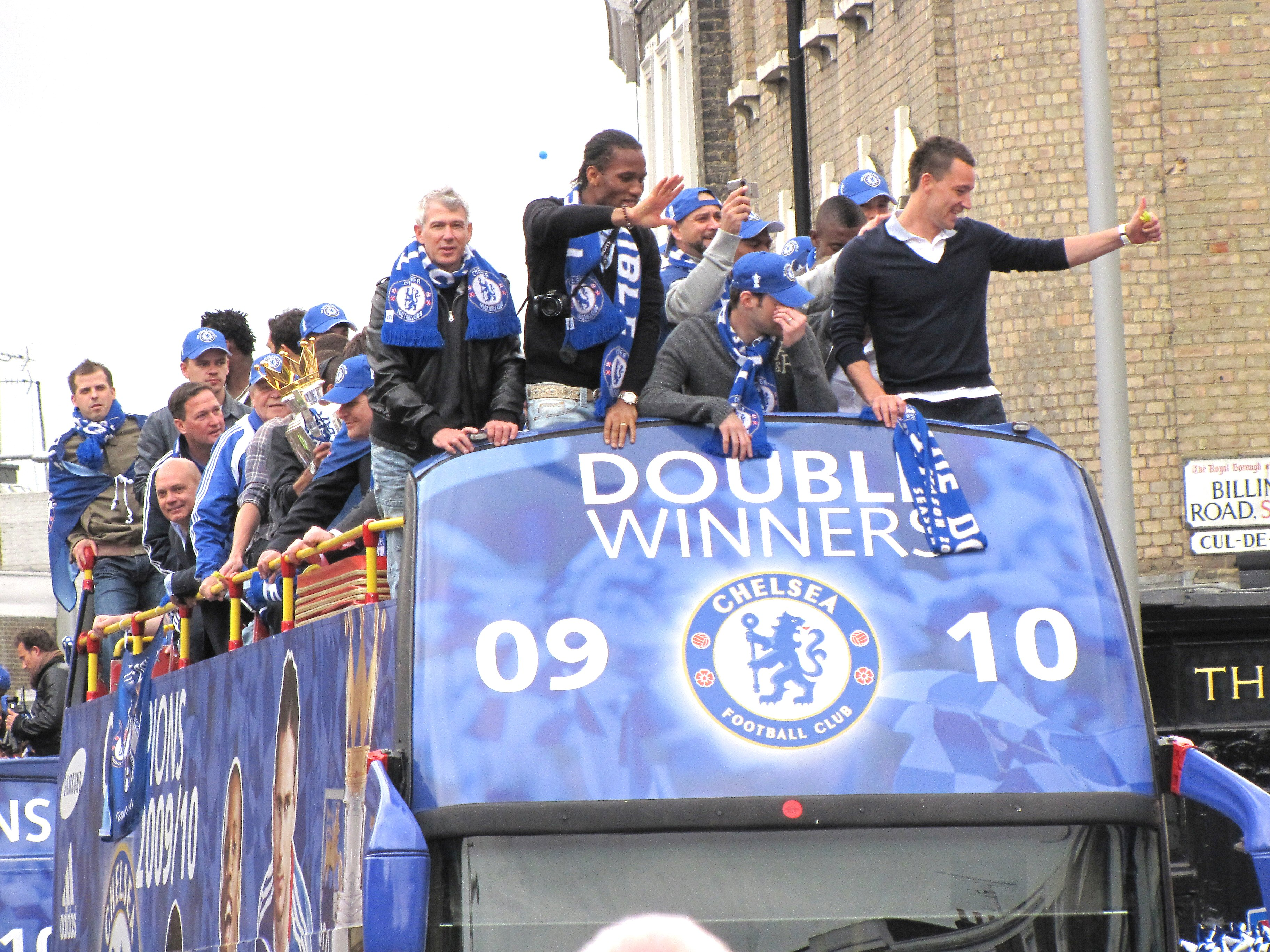
Parade nach dem Gewinn des Cup-Double 2010

1930 spielte Chelsea in einem der ersten Fußballfilme, The Great Game, mit. Der ehemalige Chelsea-Stürmer Jack Cock, der zu diesem Zeitpunkt für den FC Millwall spielte, besetzte die Hauptrolle des Films und mehrere Szenen wurden an der Stamford Bridge gedreht, unter anderem auf dem Spielfeld und in den Umkleidekabinen. Der Film enthielt auch Gastauftritte der damaligen Chelsea-Spieler Andrew Wilson, George Mills und Sam Millington. Aufgrund der Berühmtheit der Chelsea Headhunters, einer Hooliganvereinigung, die mit dem Verein in Verbindung steht, tauchte Chelsea auch in Filmen über Hooliganismus auf, darunter 2004 in The Football Factory. Chelsea taucht auch im Bollywoodfilm Jhoom Barbar Jhoom auf. Im April 2011 drehte die montenegrinische Comedy-Serie Nijesmo mi od juče eine Folge, in der Chelsea gegen FK Sutjeska Nikšić um die Qualifikation für die UEFA Champions League spielt.
Bis in die 1950er-Jahre hinein gab der ausbleibende Erfolg häufig Vorlagen für Comedians wie George Robey und Norman Long, die mit ihren Parodien in Varietés auftraten. Long schrieb 1933 sogar ein Lied mit dem Titel On The Day That Chelsea Went and Won The Cup (dt. Von dem Tag, an dem Chelsea den Pokal gewann), das eine Reihe von bizarren, fiktiven Ereignissen beschreibt, an dem Tag, an dem Chelsea jemals einen Wettbewerb gewinnen würde.
Das Lied Blue is the Colour wurde 1972 vor dem League-Cup-Finale als Single veröffentlicht. Das von den Spielern selbst eingesungene Lied erreichte Platz fünf der britischen Singlecharts. 1997 nahmen die Spieler zusammen mit Suggs einen weiteren Song auf, diesmal Blue Day, der vor dem Endspiel des FA Cups veröffentlicht wurde und Platz 22 belegte. Bryan Adams, selbst Fan des FC Chelsea, widmete das Lied We’re Gonna Win aus seinem Album 18 til I Die dem FC Chelsea.

## Eigentum und Finanzen

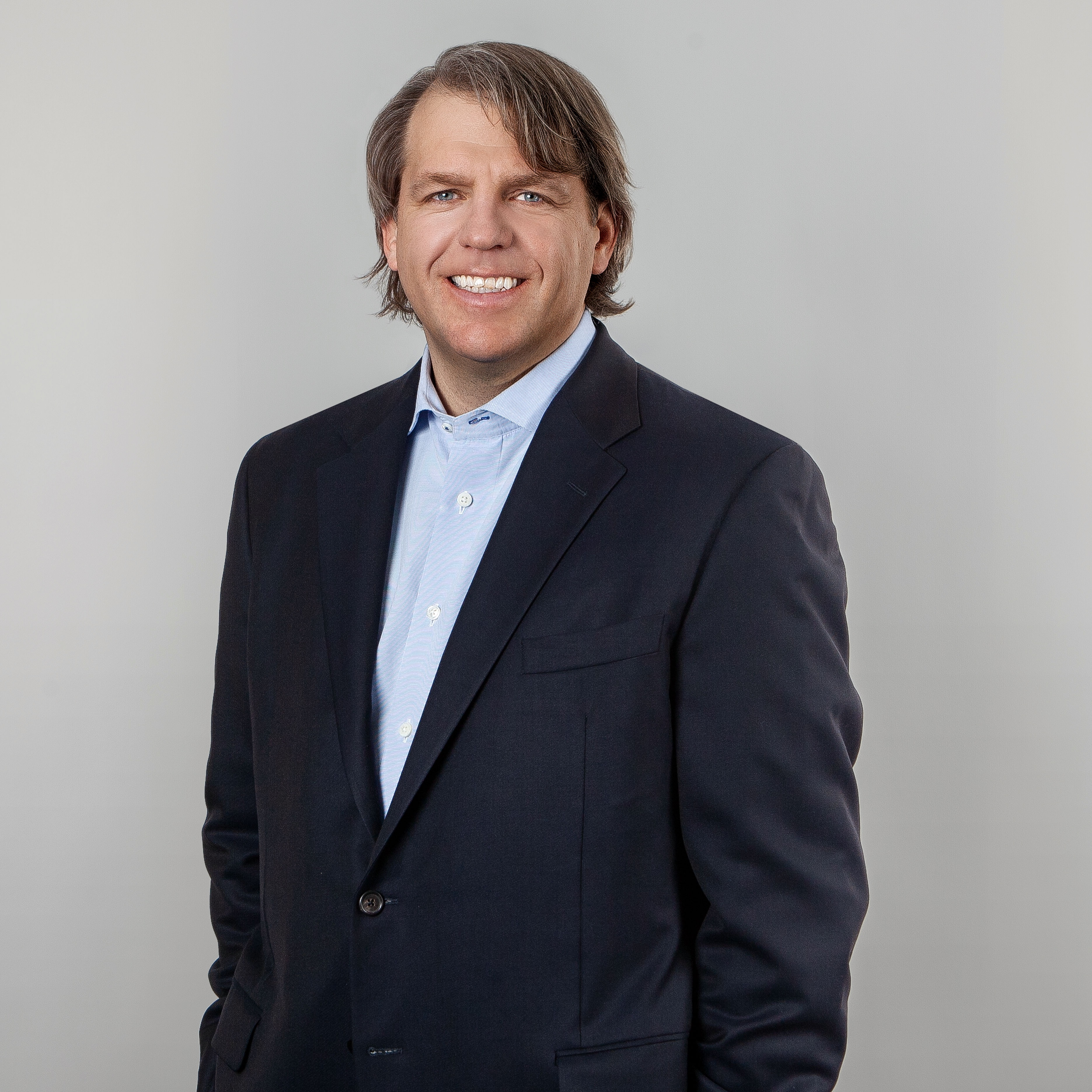
Todd Boehly (2019)

Seit Mai 2022 ist eine Eigentümergruppe, bestehend aus der Clearlake Capital Group, Todd Boehly, Mark Walter und Hansjörg Wyss, neuer Eigentümer der Chelsea FC Holdings Limited und damit auch Besitzer des FC Chelsea und Chelsea FC Women. Am 30. April 2022 wurde berichtet, dass das Konsortium als „bevorzugter Bieter“ gewählt wurde. Nach diversen Genehmigungen wurde die Übernahme am 30. Mai 2022 offiziell abgeschlossen.
Von der Gründung 1905 bis 1982 war der FC Chelsea im Besitz von Gus Mears und dessen Nachkommen. Danach kaufte der englische Unternehmer und spätere Leeds-United-Präsident Ken Bates den Verein für 1 Pfund. Im Juli 2003 kaufte der russisch-israelische Milliardär Roman Abramowitsch etwas mehr als 50 % des Aktienkapitals von Chelsea Village plc, einschließlich Bates’ Anteil (29,5 %), für 30 Millionen Pfund und kaufte in den folgenden Wochen die meisten der verbliebenen Anteile auf. Zum Zeitpunkt der Übernahme gehörten zu den Aktionären das Matthew Harding Estate (21 %), BSkyB (9,9 %) und verschiedene anonyme Offshore-Trusts. Abramowitsch zahlte insgesamt 140 Millionen Pfund. Der Eigentümername wurde von Chelsea Village plc zu Chelsea FC plc geändert; dieser Name wurde im Mai 2022 zu Chelsea FC Holdings Limited geändert.
Am 26. Februar 2022, inmitten der Finanzsanktionen, die westliche Regierungen als Reaktion auf den russischen Überfall auf die Ukraine gegen russische Oligarchen verhängt hatten, übergab Abramowitsch, langjähriger Besitzer des FC Chelsea, die Leitung des FC Chelsea an die Treuhänder der Chelsea Foundation. Eine Woche später, am 2. März, stellte Abramowitsch den Verein zum Verkauf. Während der 19 Jahre unter Abramowitsch gewann der FC Chelsea 21 Trophäen, mehr als jeder andere englische Verein in diesem Zeitraum.

### Finanzen
| Geschäftsjahr | Umsatz          |
| ------------- | --------------- |
| 2010/11       | ▲£ 225,595 Mio. |
| 2011/12       | ▲£ 257,534 Mio. |
| 2012/13       | ▼£ 255,772 Mio. |
| 2013/14       | ▲£ 319,843 Mio. |
| 2014/15       | ▼£ 314,287 Mio. |
| 2015/16       | ▲£ 329,122 Mio. |
| 2016/17       | ▲£ 361,308 Mio. |
| 2017/18       | ▲£ 443,449 Mio. |
| 2018/19       | ▲£ 446,741 Mio. |
| 2019/20       | ▼£ 407,402 Mio. |
| 2020/21       | ▲£ 434,863 Mio. |

Bei der Übernahme durch Abramowitsch hatte der FC Chelsea Schulden in Höhe von rund 100 Millionen Pfund, darunter eine Anleihe in Höhe von 75 Millionen Pfund. Der neue Besitzer zahlte einen Teil dieser Schulden sofort zurück, die ausstehenden 36 Millionen Pfund wurden bis 2008 vollständig zurückgezahlt. In den ersten acht Jahren machte Chelsea keinen Gewinn und verzeichnete im Juni 2005 einen Rekordverlust von 140 Millionen Pfund. Im Geschäftsjahr 2012 erzielte Chelsea unter Abramowitsch das erste Mal einen Gewinn. Nach einem erneuten Verlust im darauffolgenden Jahr erzielte man 2014 den höchsten Gewinn der Geschichte mit 18,4 Millionen Pfund. Insgesamt verzeichnete man unter Abramowitschs Leitung nur in fünf Geschäftsjahren einen Gewinn; den höchsten davon im Juni 2018 mit 62 Millionen Pfund. Der Verlust von 2005 wurde im Juni 2021 mit über 153 Millionen Pfund übertroffen.
Seit 2003 hat Chelsea 2,34 Milliarden Euro für neue Spieler ausgegeben. Zusammen mit Manchester City, dem FC Barcelona und Juventus Turin sind sie der einzige Verein, der in diesem Zeitraum über zwei Milliarden Transferausgaben hatte. Auf der anderen Seite haben sie mit 1,29 Milliarden Euro durch Spielerverkäufe so viel eingenommen wie kein anderer Verein.
Im Geschäftsjahr 2021 erzielte Chelsea einen Umsatz von 434,9 Millionen Pfund (+6,8 % gegenüber dem Vorjahr). Dazu verzeichnete Chelsea einen Verlust von 153,4 Millionen Pfund.
Zusammensetzung des Umsatzes (434 Millionen Pfund) von 2021:
- TV-Übertragungsrechte: 273,6 Millionen Pfund (+49,9 %)
- Ticketverkäufe und Spieltagerlöse: 7,7 Millionen Pfund (−85,9 %)
- Vermarktung & Sponsoring: 153,6 Millionen Pfund (−9,9 %)

### Sponsoren
Der FC Chelsea wird seit Juli 2017 von Nike ausgerüstet. Zuvor war Adidas von 2006 bis 2016 der Ausrüster. Ursprünglich war die Zusammenarbeit zwischen Chelsea und Adidas bis 2018 ausgelegt, damals mit einem Vertrag im Wert von 160 Millionen Pfund über acht Jahre. Mit einem neuen Vertrag im Wert von 300 Millionen Pfund wurde die Partnerschaft im Juni 2013 um weitere zehn Jahre verlängert. Im Mai 2016 gab Adidas bekannt, dass das Trikotsponsoring in gegenseitigem Einvernehmen frühzeitig enden würde. Chelsea musste eine Entschädigung von 40 Millionen Pfund an Adidas zahlen. Im Oktober 2016 wurde Nike als neuer Trikotausrüster bekannt gegeben. Chelsea und Nike einigten sich über eine Zusammenarbeit mit einem Wert von 900 Millionen Pfund über 15 Jahre. Zuvor wurden die Trikots von Umbro (1975–1981), Le Coq Sportif (1981–1986), The Chelsea Collection (1986–1987) und Umbro (1987–2006) hergestellt.
Chelseas erster Trikotsponsor war Gulf Air, der in der Saison 1983/84 verpflichtet wurde. Danach wurde der Verein von Grange Farms, Bai Lin Tea und Simod gesponsert, bevor 1989 ein langfristiger Vertrag mit Commodore International abgeschlossen wurde. Anschließend wurde Chelsea von Coors Beer (1994–1997), Autoglass (1997–2001), Emirates (2001–2005), Samsung Mobile (2005–2008), Samsung (2008–2015) und Yokohama Tyres (2015–2020) gesponsert. Seit Juli 2020 wird Chelsea von Three gesponsert, die jedoch im März 2022 als Reaktion auf die von der britischen Regierung gegen Abramowitsch verhängten Sanktionen ihr Sponsoring vorübergehend einstellten.
Erster Ärmelsponsor von Chelsea war nach der Einführung in der Saison 2017/18 Alliance Tyres, danach zwischen 2018 und 2022 Hyundai. Ab der Saison 2022/23 wurde WhaleFin, eine digitale Vermögensplattform, Ärmelsponsor des FC Chelsea. Seit der Saison 2021/22 ist Trivago Trainingstrikotsponsor.
Der Verein hat auch eine Vielzahl anderer Sponsoren und offizieller Partner, darunter Cadbury, EA Sports, GoMarkets, Hublot, Levy Restaurants, MSC Cruises, Parimatch, Rexona, Singha und Zapp.

#### Trikots und Ausrüster
| Zeitraum  | Trikotausrüster | Trikotsponsor (Brust)      | Trikotsponsor (Ärmel) |
| --------- | --------------- | -------------------------- | --------------------- |
| 1975–1981 | Umbro           | —                          | —                     |
| 1981–1983 | Le Coq Sportif  | —                          | —                     |
| 1983–1984 | Le Coq Sportif  | Gulf Air                   | —                     |
| 1984–1986 | Le Coq Sportif  | —                          | —                     |
| 1986–1987 | —               | Bai Lin Tea / Simod Design | —                     |
| 1987–1993 | Umbro           | Commodore International    | —                     |
| 1993–1994 | Umbro           | Amiga                      | —                     |
| 1994–1997 | Umbro           | Coors                      | —                     |
| 1997–2001 | Umbro           | Autoglass                  | —                     |
| 2001–2005 | Umbro           | Emirates                   | —                     |
| 2005–2006 | Umbro           | Samsung                    | —                     |
| 2006–2015 | Adidas          | Samsung                    | —                     |
| 2015–2017 | Adidas          | Yokohama Tyres             | —                     |
| 2017–2018 | Nike            | Yokohama Tyres             | Alliance Tire Company |
| 2018–2020 | Nike            | Yokohama Tyres             | Hyundai               |
| 2020–2022 | Nike            | Three                      | Hyundai               |
| 2022–     | Nike            | Three                      | WhaleFin              |

## Erfolge

### National
Liga
- Englische Meisterschaft (6): 1955, 2005, 2006, 2010, 2015, 2017
- Second Division (2): 1984, 1989

Pokale
- FA Cup (8): 1970, 1997, 2000, 2007, 2009, 2010, 2012, 2018
- Football League Cup / EFL Cup (5): 1965, 1998, 2005, 2007, 2015
- FA Charity Shield / FA Community Shield (4): 1955, 2000, 2005, 2009
- Full Members Cup (2): 1986, 1990

### International
Der FC Chelsea ist der einzige Verein, der alle fünf großen Europapokalwettbewerbe, nämlich Champions-, Europa-, Conference-League, Europapokal der Pokalsieger sowie den Super Cup, gewinnen konnte.
Europa
- UEFA Champions League (2): 2012, 2021
- Europapokal der Pokalsieger (2): 1971, 1998
- UEFA Europa League (2): 2013, 2019
- UEFA Conference League (1): 2025
- UEFA Super Cup (2): 1998, 2021

Interkontinental
- FIFA-Klub-Weltmeisterschaft (2): 2021, 2025

## Personal

### Aktueller Kader 2024/25
- Stand: 23. April 2025[183][184]

| Nr.        | Nat.           | Spieler               | Geburtstag    | im Verein seit | Vertrag bis |
| Tor        | Tor            | Tor                   | Tor           | Tor            | Tor         |
| ---------- | -------------- | --------------------- | ------------- | -------------- | ----------- |
| 01         | Spanien        | Robert Sánchez        | 18. Nov. 1997 | 2023           | 2030        |
| 12         | Danemark       | Filip Jörgensen       | 16. Apr. 2002 | 2024           | 2031        |
| 47         | Finnland       | Lucas Bergström       | 5. Sep. 2002  | 2019           | 2025        |
| Abwehr     |                |                       |               |                |             |
| 03         | Spanien        | Marc Cucurella        | 22. Juli 1998 | 2022           | 2028        |
| 04         | England        | Tosin Adarabioyo      | 24. Sep. 1997 | 2024           | 2028        |
| 05         | Frankreich     | Benoît Badiashile     | 26. März 2001 | 2023           | 2030        |
| 06         | England        | Levi Colwill          | 26. Feb. 2003 | 2011           | 2029        |
| 23         | England        | Trevoh Chalobah       | 5. Juli 1999  | 2021           | 2028        |
| 24         | England        | Reece James           | 8. Dez. 1999  | 2019           | 2028        |
| 27         | Frankreich     | Malo Gusto            | 19. Mai 2003  | 2023           | 2030        |
| 29         | Frankreich     | Wesley Fofana         | 27. Dez. 2000 | 2022           | 2029        |
| 30         | Argentinien    | Aarón Anselmino       | 29. Apr. 2005 | 2024           | 2031        |
| 34         | England        | Josh Acheampong       | 5. Mai 2006   |                | 2029        |
| Mittelfeld |                |                       |               |                |             |
| 08         | Argentinien    | Enzo Fernández        | 17. Jan. 2001 | 2023           | 2032        |
| 22         | England        | Kiernan Dewsbury-Hall | 6. Sep. 1998  | 2024           | 2029        |
| 25         | Ecuador        | Moisés Caicedo        | 2. Nov. 2001  | 2023           | 2031        |
| 37         | England        | Omari Kellyman        | 15. Sep. 2005 | 2024           | 2030        |
| 39         | Frankreich     | Mathis Amougou        | 18. Jan. 2006 | 2025           | 2033        |
| 45         | Belgien        | Roméo Lavia           | 6. Jan. 2004  | 2023           | 2030        |
| Sturm      |                |                       |               |                |             |
| 07         | Portugal       | Pedro Neto            | 9. März 2000  | 2024           | 2031        |
| 09         | England        | Liam Delap            | 8. Feb. 2003  | 2025           | 2031        |
| 10         | Ukraine        | Mychajlo Mudryk       | 5. Jan. 2001  | 2023           | 2031        |
| 11         | England        | Noni Madueke          | 10. März 2002 | 2023           | 2030        |
| 15         | Senegal        | Nicolas Jackson       | 20. Juni 2001 | 2023           | 2033        |
| 18         | Frankreich     | Christopher Nkunku    | 14. Nov. 1997 | 2023           | 2029        |
| 19         | England        | Jadon Sancho          | 25. März 2000 | 2024           | 2025        |
| 20         | England        | Cole Palmer           | 6. Mai 2002   | 2023           | 2033        |
| 32         | England        | Tyrique George        | 4. Feb. 2006  |                | 2027        |
| 38         | Spanien        | Marc Guiu             | 4. Jan. 2006  | 2024           | 2029        |
|            | Elfenbeinküste | David Datro Fofana    | 22. Dez. 2002 | 2023           | 2029        |

### Trainerstab
- Stand: 7. August 2023[185]

| Nat.     | Name             | Funktion                 |
| -------- | ---------------- | ------------------------ |
|          | Enzo Maresca     | Cheftrainer              |
| Spanien  | Bruno Saltor     | Co-Trainer               |
| Schweden | Björn Hamberg    | Co-Trainer               |
| England  | Ben Roberts      | Torwarttrainer           |
| Portugal | Henrique Hilário | Torwarttrainer           |
| England  | James Russell    | Assistenz Torwarttrainer |

### Trainerchronik
| Zeitraum  | Trainer             | Trophäen                                                                        | Anmerkung                                                      |
| --------- | ------------------- | ------------------------------------------------------------------------------- | -------------------------------------------------------------- |
| 1905–1906 | John Tait Robertson |                                                                                 |                                                                |
| 1906–1907 | William Lewis       |                                                                                 |                                                                |
| 1907–1933 | David Calderhead    |                                                                                 |                                                                |
| 1933–1939 | Leslie Knighton     |                                                                                 |                                                                |
| 1939–1952 | William Birrell     |                                                                                 |                                                                |
| 1952–1961 | Ted Drake           | First Division, Charity Shield                                                  |                                                                |
| 1962–1967 | Tommy Docherty      | League Cup                                                                      | Spielertrainer                                                 |
| 1967–1974 | Dave Sexton         | Europapokal der Pokalsieger, FA Cup                                             |                                                                |
| 1974–1975 | Ron Suart           |                                                                                 |                                                                |
| 1975–1977 | Eddie McCreadie     |                                                                                 |                                                                |
| 1977–1978 | Ken Shellito        |                                                                                 |                                                                |
| 1978–1979 | Danny Blanchflower  |                                                                                 |                                                                |
| 1979–1981 | Geoff Hurst         |                                                                                 |                                                                |
| 1981–1985 | John Neal           | Second Division                                                                 |                                                                |
| 1985–1988 | John Hollins        | Full Members Cup                                                                | Spielertrainer                                                 |
| 1988–1991 | Bobby Campbell      | Second Division, Full Members Cup                                               |                                                                |
| 1991–1993 | Ian Porterfield     |                                                                                 |                                                                |
| 1993      | David Webb          |                                                                                 |                                                                |
| 1993–1996 | Glenn Hoddle        |                                                                                 |                                                                |
| 1996–1998 | Ruud Gullit         | FA Cup                                                                          | Spielertrainer                                                 |
| 1998–2000 | Gianluca Vialli     | League Cup, Europapokal der Pokalsieger, UEFA Super Cup, FA Cup, Charity Shield | Spielertrainer                                                 |
| 2000–2004 | Claudio Ranieri     |                                                                                 |                                                                |
| 2004–2007 | José Mourinho       | 2 × Premier League, FA Cup, 2 × League Cup, Community Shield                    |                                                                |
| 2007–2008 | Avram Grant         |                                                                                 |                                                                |
| 2008–2009 | Luiz Felipe Scolari |                                                                                 |                                                                |
| 2009      | Guus Hiddink        | FA Cup                                                                          |                                                                |
| 2009–2011 | Carlo Ancelotti     | Community Shield, Premier League, FA Cup                                        |                                                                |
| 2011–2012 | André Villas-Boas   |                                                                                 |                                                                |
| 2012      | Roberto Di Matteo   | FA Cup, UEFA Champions League                                                   |                                                                |
| 2012–2013 | Rafael Benítez      | UEFA Europa League                                                              |                                                                |
| 2013–2015 | José Mourinho       | League Cup, Premier League                                                      | Zweite Amtszeit nach 2004–2007                                 |
| 2015–2016 | Guus Hiddink        |                                                                                 | Zweite Amtszeit nach Februar – Juni 2009                       |
| 2016–2018 | Antonio Conte       | Premier League, FA Cup                                                          |                                                                |
| 2018–2019 | Maurizio Sarri      | UEFA Europa League                                                              |                                                                |
| 2019–2021 | Frank Lampard       |                                                                                 |                                                                |
| 2021–2022 | Thomas Tuchel       | UEFA Champions League, UEFA Super Cup, FIFA-Klub-Weltmeisterschaft              |                                                                |
| 2022–2023 | Graham Potter       |                                                                                 |                                                                |
| 2023      | Bruno Saltor        |                                                                                 | Interimstrainer für ein Premier-League-Spiel                   |
| 2023      | Frank Lampard       |                                                                                 | Zweite Amtszeit nach 2019–2021, Interimstrainer bis Saisonende |
| 2023–2024 | Mauricio Pochettino |                                                                                 |                                                                |
| seit 2024 | Enzo Maresca        | UEFA Conference League, FIFA-Klub-Weltmeisterschaft                             |                                                                |

## Auszeichnungen

### Premier League Hall of Fame
Die Premier League Hall of Fame ehrt ehemalige Spieler, die außergewöhnliche Erfolge in der Premier League erzielt haben. Seit 2021 werden Spieler aufgenommen.
| Jahr | Spieler       | Aktiv               |
| ---- | ------------- | ------------------- |
| 2021 | Frank Lampard | 2001–2014           |
| 2022 | Didier Drogba | 2004–2012 2014–2015 |

### Player of the Year
Der Chelsea Player of the Year Award ist eine Auszeichnung für Spieler des Vereins, die einmal jährlich verliehen wird. Dabei stimmen die Anhänger des Vereins über den Sieger ab. Die bisherigen Gewinner sind:
- 1967:  Peter Bonetti
- 1968:  Charlie Cooke
- 1969:  David Webb
- 1970:  John Hollins
- 1971:  John Hollins
- 1972:  David Webb
- 1973:  Peter Osgood
- 1974:  Gary Locke
- 1975:  Charlie Cooke
- 1976:  Ray Wilkins
- 1977:  Ray Wilkins
- 1978:  Micky Droy
- 1979:  Tommy Langley
- 1980:  Clive Walker
- 1981:  Petar Borota
- 1982:  Mike Fillery
- 1983:  Joey Jones
- 1984:  Pat Nevin
- 1985:  David Speedie
- 1986:  Eddie Niedzwiecki
- 1987:  Pat Nevin
- 1988:  Tony Dorigo
- 1989:  Graham Roberts
- 1990:  Ken Monkou
- 1991:  Andy Townsend
- 1992:  Paul Elliott
- 1993:  Frank Sinclair
- 1994:  Steve Clarke
- 1995:  Erland Johnsen
- 1996:  Ruud Gullit
- 1997:  Mark Hughes
- 1998:  Dennis Wise
- 1999:  Gianfranco Zola
- 2000:  Dennis Wise
- 2001:  John Terry
- 2002:  Carlo Cudicini
- 2003:  Gianfranco Zola
- 2004:  Frank Lampard
- 2005:  Frank Lampard
- 2006:  John Terry
- 2007:  Michael Essien
- 2008:  Joe Cole
- 2009:  Frank Lampard
- 2010:  Didier Drogba
- 2011:  Petr Čech
- 2012:  Juan Mata
- 2013:  Juan Mata
- 2014:  Eden Hazard
- 2015:  Eden Hazard
- 2016:  Willian
- 2017:  Eden Hazard
- 2018:  N’Golo Kanté
- 2019:  Eden Hazard
- 2020:  Mateo Kovačić
- 2021:  Mason Mount
- 2022:  Mason Mount
- 2023:  Thiago Silva
- 2024:  Cole Palmer

## U23 und Akademie

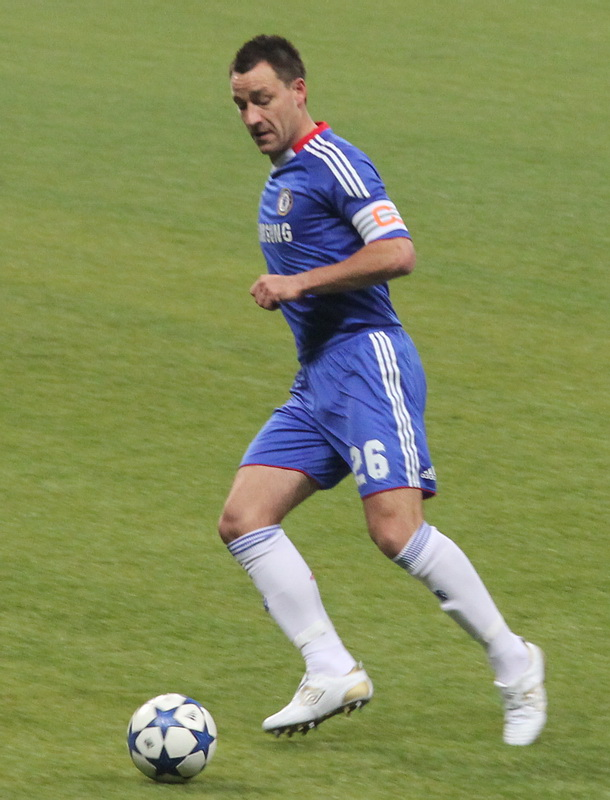
John Terry absolvierte 717 Einsätze für Chelsea

Beim FC Chelsea durchliefen bekannte Spieler wie Peter Bonetti, Bobby Tambling, John Hollins, Peter Osgood, Ray Wilkins, Jimmy Greaves, John Terry, Mason Mount, Jamal Musiala und Declan Rice die Akademie. Der Nachwuchs besteht aus der U23- sowie U18-Mannschaft. Seit 1992 schafften 72 Spieler den Sprung in die Profimannschaft (Stand: 20. März 2022). Während José Mourinhos Zeit bei Chelsea feierten die meisten Nachwuchsspieler ihr Debüt bei den Profis (15).
Die U23, auch Development Squad genannt, wird von Andy Myers trainiert und spielt in der Premier League 2. Die Heimspiele werden im Kingsmeadow ausgetragen. Die U18, die von Ed Brand trainiert wird, spielt in der U18 Premier League und trägt ihre Heimspiele im Cobham Training Center aus. Neil Bath, Nachwuchsleiter beim FC Chelsea, ist für den täglichen Betrieb der Akademie verantwortlich.
Die U23-Mannschaft wurde 2013/14 sowie 2019/20 Meister in der Premier League 2. Das U18-Team holte 2017 und 2018 den Meistertitel. Zwischen 2014 und 2018 gewannen sie den FA Youth Cup fünfmal in Folge (insgesamt neun Mal), zudem sind sie zusammen mit dem FC Barcelona Rekordsieger in der UEFA Youth League.
Erfolge
U18:
- UEFA Youth League (2): 2015, 2016
- U18 Premier League (2): 2017, 2018
- FA Youth Cup (9): 1960, 1961, 2010, 2012, 2014, 2015, 2016, 2017, 2018

U23 / Development Squad:
- Premier League 2 (2): 2014, 2020

## Chelsea Women

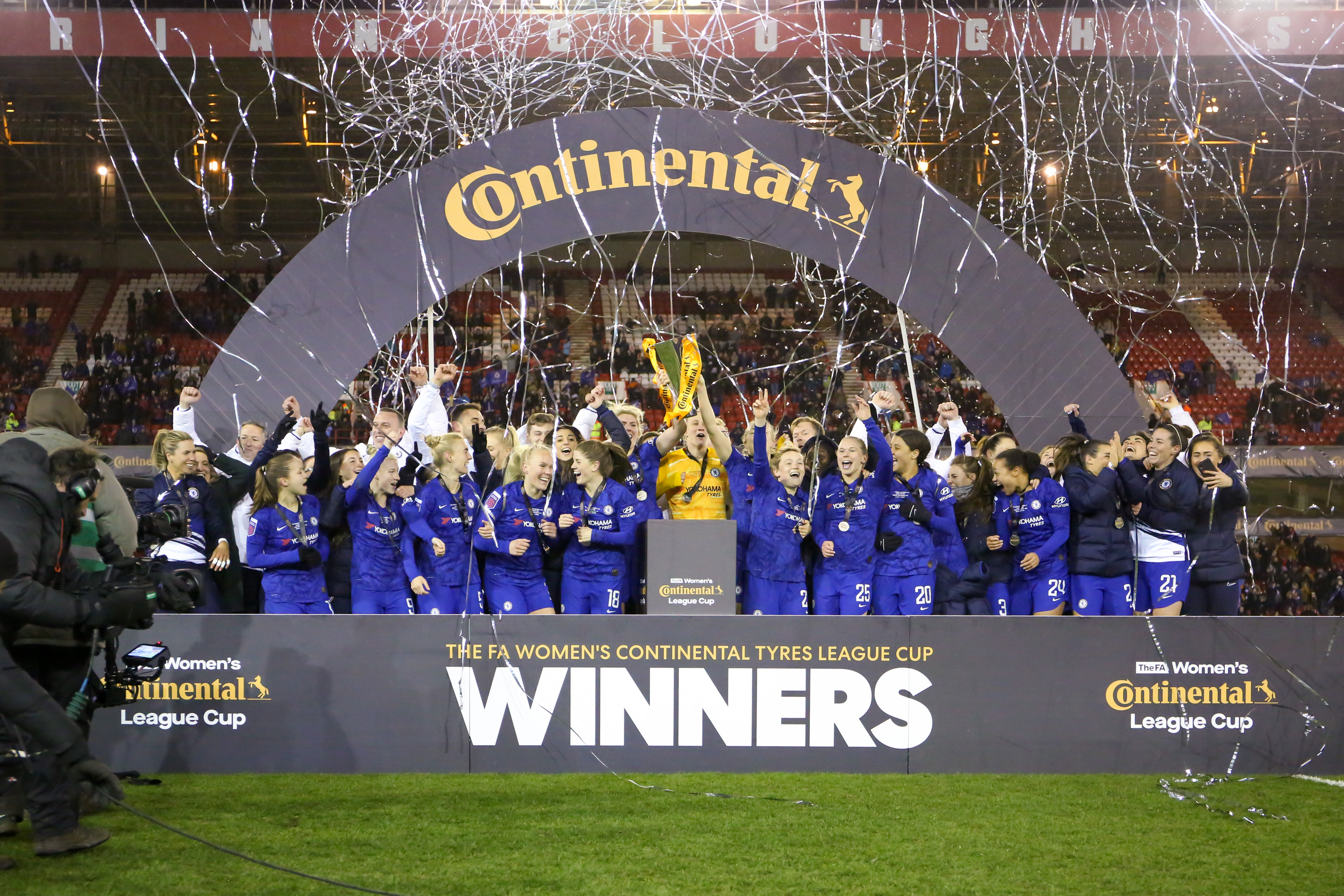
Erfolg im FA Women’s League Cup 2020

Chelsea FC Women (bis 2018: Chelsea Ladies Football Club) ist die Frauenfußballabteilung des FC Chelsea. Seit März 2011 nimmt der Verein am Spielbetrieb der FA Women’s Super League teil. Das Team wird von Sonia Bompastor trainiert und trägt die Heimspiele seit 2017 im Kingsmeadow aus. In den Jahren zuvor war das Stadion Imber Court die Heimspielstätte.
Chelsea ist mit fünf Titeln Rekordsieger in der FA Women’s Super League. In der Saison 2020/21 gewannen sie das Domestic Quadruple indem sie die FA Women’s Super League, Women’s FA Cup, FA Women’s League Cup und den FA Women’s Community Shield gewannen. Zudem erreichten sie das Finale der UEFA Women’s Champions League.
Erfolge
- FA Women’s Super League (8): 2015, 2017/18, 2019/20, 2020/21, 2021/22, 2022/23, 2023/24, 2024/25
- FA Women’s Super League Spring Series (1): 2017
- FA Women’s Cup (6): 2015, 2018, 2021, 2022, 2023, 2025
- FA Women’s League Cup (3): 2020, 2021, 2025
- Women’s FA Community Shield (1): 2020

## Statistiken und Rekorde

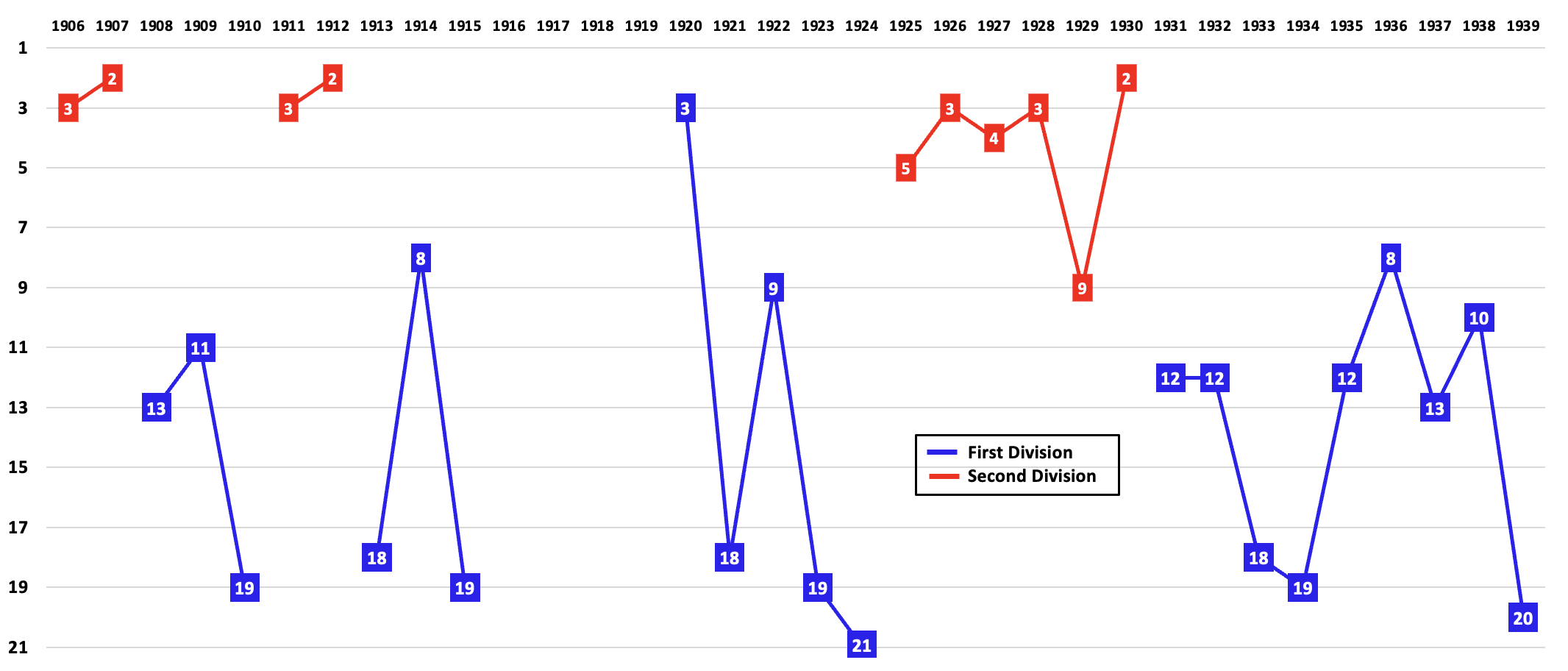
Tabellenplatzierungen zwischen 1906 und 1939 (First und Second Division)

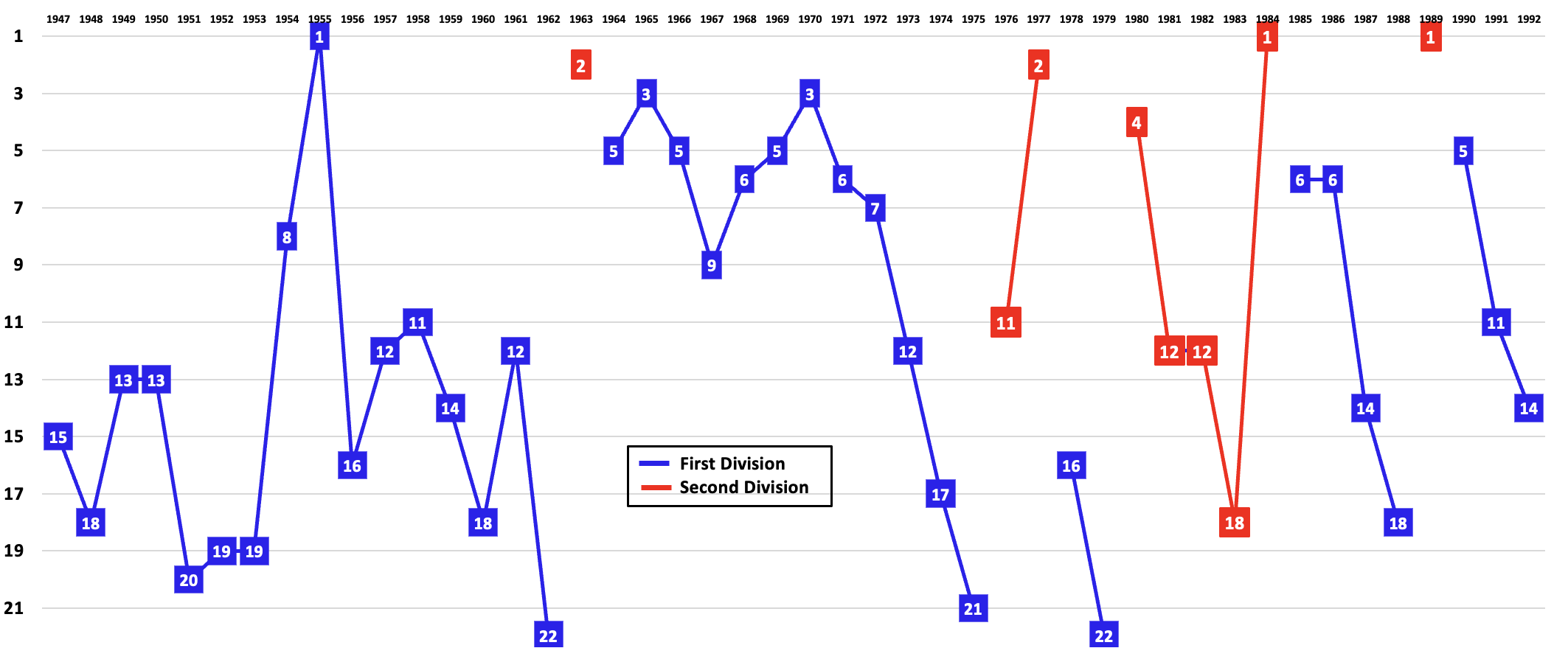
Tabellenplatzierungen zwischen 1947 und 1992 (First und Second Division)

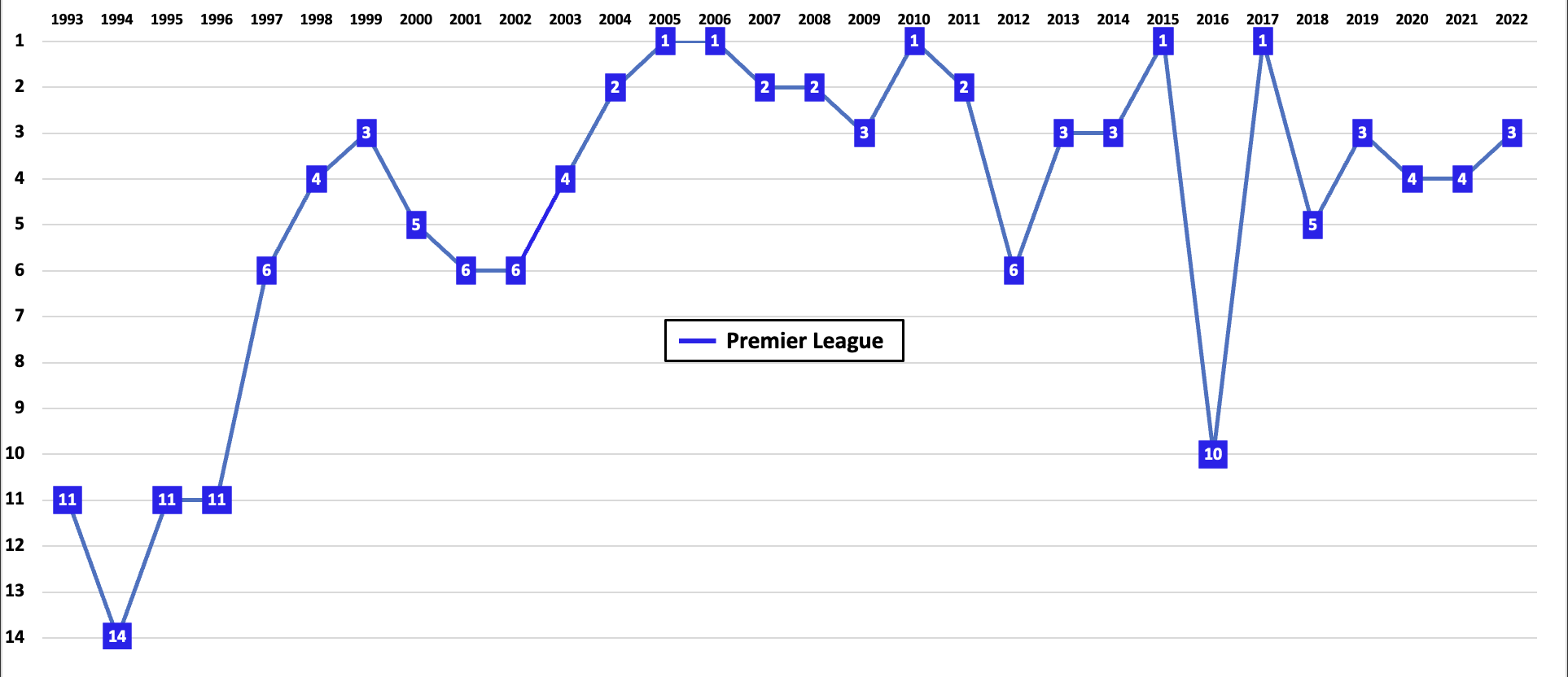
Tabellenplatzierungen zwischen 1993 und 2022 (Premier League)

### Vereinsstatistiken

#### Spiele
Siege
- Die meisten Meisterschaftssiege in einer Saison – 30 in 38 Spielen, Premier League, 2016/17
- Die wenigsten Meisterschaftssiege in einer Saison – 5 in 42 Spielen, First Division, 1978/79
- Höchster Sieg – 13:0 gegen Jeunesse Hautcharage, Europapokal der Pokalsieger, 29. September 1971
- Höchster Meisterschaftssieg – 8:0 gegen Wigan Athletic, Premier League, 9. Mai 2010
- Höchster FA-Cup-Sieg – 9:1 gegen Worksop Town, 11. Januar 1908
- Höchster Ligapokalsieg – 7:0 gegen Doncaster Rovers, 16. November 1960
- Höchster Sieg im Europapokal – 13:0 gegen Jeunesse Hautcharage, Europapokal der Pokalsieger, 29. September 1971
- Höchster Sieg in der Champions League – 6:0 gegen NK Maribor, 21. Oktober 2014 und gegen Qarabağ Ağdam, 12. September 2017
- Höchster Sieg in der Europa League – 5:0 gegen Dynamo Kiew, 14. März 2019

Niederlagen
- Die meisten Meisterschaftsniederlagen – 27 in 42 Spielen, First Division, 1978/79
- Die wenigsten Meisterschaftsniederlagen – 1 in 38 Spielen, Premier League, 2004/05
- Höchste Niederlage – 1:8 gegen Wolverhampton Wanderers, First Division, 26. September 1953
- Höchste Meisterschaftsniederlage – 1:8 gegen Wolverhampton Wanderers, First Division, 26. September 1953
- Höchste FA-Cup-Niederlage – 0:6 gegen Sheffield Wednesday, 5. Februar 1913
- Höchste Ligapokalniederlage – 2:6 gegen Stoke City, 22. Oktober 1974
- Höchste Niederlage im Europapokal – 0:5 gegen FC Barcelona, Fairs Cup, 25. Mai 1966
- Höchste Niederlage in der Champions League – 1:5 (nach Verlängerung) gegen FC Barcelona, 18. April 2000
- Höchste Niederlage in der Europa League – 2:3 gegen Rubin Kasan, 11. April 2013

Tore
- Die meisten in einer Meisterschaftssaison erzielten Tore – 103 in 38 Spielen, Premier League, 2009/10
- Die wenigsten in einer Meisterschaftssaison erzielten Tore – 31 in 42 Spielen, First Division, 1923/24
- Die meisten Gegentore in einer Saison – 100 in 42 Spielen, First Division, 1960/61
- Die wenigsten Gegentore in einer Saison – 15 in 38 Spielen, Premier League, 2004/05

Punkte
- Die meisten Punkte in einer Saison (2 pro Sieg) – 57 in 38 Spielen, Second Division, 1906/07
- Die wenigsten Punkte in einer Saison (2 pro Sieg) – 20 in 42 Spielen, First Division, 1978/79
- Die meisten Punkte in einer Saison (3 pro Sieg) – 99 in 42 Spielen, Second Division, 1988/89
- Die wenigsten Punkte in einer Saison (3 pro Sieg) – 42 in 42 Spielen, First Division, 1987/88

Debüts
- Erstes Spiel – Meisterschaftsspiel gegen Stockport County, Second Division, 1. September 1905 (0:1)
- Erster Sieg – Freundschaftsspiel gegen FC Liverpool, 4. September 1905 (4:0)
- Erstes FA-Cup-Spiel – erste Qualifikationsrunde gegen First Grenadier Guards, 7. Oktober 1905 (6:1)
- Erstes FA-Cup-Hauptrundenspiel – Erstrundenspiel gegen Lincoln City, 12. Januar 1907 (2:2)
- Erstes Ligapokalspiel – gegen FC Millwall, 10. Oktober 1960 (7:1)
- Erstes Europapokalspiel – gegen BK Frem, Fairs Cup, 30. September 1958 (3:1)
- Erstes Champions-League-Spiel – gegen Skonto Riga, Dritte Qualifikationsrunde, 11. August 1999 (3:0)

Remis-Rekorde
- Das torreichste Unentschieden – 5:5 gegen West Ham United, First Division, 17. Dezember 1966
- Die meisten Unentschieden in einer Saison (Meisterschaft) – 18 in 42 Spielen, First Division, 1922/23
- Die wenigsten Unentschieden in einer Saison (Meisterschaft) – 3 in 38 Spielen, Premier League, 1997/98

#### Serien
Siege
- Serie gewonnener Spiele (Meisterschaft) – 13 (1. Oktober 2016 bis 4. Januar 2017)
- Serie gewonnener Auswärtsspiele – 8 (19. Februar 2022 bis 12. April 2022)
- Serie gewonnener Auswärtsspiele (Meisterschaft) – 11 (1. März 2008 bis 6. Dezember 2008)
- Serie ohne einen Meisterschaftssieg – 21 (3. November 1987 bis 2. April 1988)

Remis
- Serie von Unentschieden in Meisterschaftsspielen – 6 (20. August 1969 bis 13. September 1969)

Niederlagen
- Serie verlorener Ligaspiele – 7 (1. November 1952 bis 20. Dezember 1952)

Spiele ohne Niederlage
- Serie ungeschlagener Meisterschaftsspiele – 40 (23. Oktober 2004 bis 29. Oktober 2005)
- Serie ungeschlagener Meisterschaftsheimspiele – 86 (20. März 2004 bis 26. Oktober 2008)

Tore
- Serie von Meisterschaftsspielen ohne Gegentor – 10 (18. Dezember 2004 bis 12. Februar 2005)

#### Sonstiges
Zuschauerrekorde
- Höchste Zuschauerzahl bei einem Heimspiel – 100.000 (geschätzt) gegen Dynamo Moskau, 13. November 1945
- Höchste Zuschauerzahl bei einem Meisterschaftsheimspiel – 82.905 gegen Arsenal, 12. Oktober 1935 (Rekord an der Stamford Bridge)

Trainerrekorde
- Erster Trainer – John Tait Robertson (1905–1906)
- Längste Amtszeit – David Calderhead, 25 Jahre, 280 Tage (1. August 1907 bis 8. Mai 1933)
- Erfolgreichster Trainer – José Mourinho, acht Trophäen (2004–2007 und 2013–2015)
- Höchste Siegesrate – Guus Hiddink, 73 % (2009 und 2015–2016)
- Niedrigste Siegesrate – Danny Blanchflower, 16 % (1978–1979)

### Spielerstatistiken

#### Einsätze
Stand: 22. Mai 2022 (nur offizielle Wettkämpfe):
|                                   | Name              | Aktive Zeit         | Spiele |
| --------------------------------- | ----------------- | ------------------- | ------ |
| 1                                 | Ron Harris        | 1961–1980           | 795    |
| 2                                 | Peter Bonetti     | 1959–1979           | 729    |
| 3                                 | John Terry        | 1998–2017           | 717    |
| 4                                 | Frank Lampard     | 2001–2014           | 648    |
| 5                                 | John Hollins      | 1963–1975 1983–1984 | 592    |
| 6                                 | Petr Čech         | 2004–2015           | 494    |
| 7                                 | César Azpilicueta | 2012–2023           | 476    |
| 8                                 | Dennis Wise       | 1990–2001           | 445    |
| 9                                 | Steve Clarke      | 1987–1998           | 421    |
| 10                                | Kerry Dixon       | 1983–1992           | 420    |
| fett = noch beim FC Chelsea aktiv |                   |                     |        |

- Meiste Ligaeinsätze – 655, Ron Harris (1961–1980)
- Meiste Einsätze im FA Cup – 64, Ron Harris (1961–1980)
- Meiste Einsätze im Ligapokal:
  - 48, John Hollins (1963–1975 und 1983–1984)
  - 48, Ron Harris (1961–1980)
- Meiste Einsätze in UEFA-Wettbewerben – 124, John Terry (1998–2015)
- Einsätze ohne Unterbrechung – 167, John Hollins (14. August 1971 bis 25. September 1974)
- Einsätze ohne Unterbrechung (Meisterschaftsspiele) – 164, Frank Lampard (13. Oktober 2001 bis 26. Dezember 2005)
- Meiste Einsätze in einer Saison:
  - 64, Juan Mata, 2012/13
  - 64, Oscar, 2012/13
  - 64, Fernando Torres, 2012/13
- Jüngster eingesetzter Spieler – Ian Hamilton, 16 Jahre, 138 Tage (gegen Tottenham Hotspur, First Division, 18. März 1967)
- Ältester eingesetzter Spieler – Mark Schwarzer, 41 Jahre, 218 Tage (gegen Cardiff City, Premier League, 11. Mai 2014)

#### Tore
Stand: 8. Februar 2022 (nur offizielle Wettkämpfe):
|    | Name           | Aktive Zeit         | Tore | Spiele |
| -- | -------------- | ------------------- | ---- | ------ |
| 1  | Frank Lampard  | 2001–2014           | 211  | 648    |
| 2  | Bobby Tambling | 1959–1970           | 202  | 370    |
| 3  | Kerry Dixon    | 1983–1992           | 193  | 420    |
| 4  | Didier Drogba  | 2004–2012 2014–2015 | 164  | 381    |
| 5  | Roy Bentley    | 1948–1956           | 150  | 367    |
| 5  | Peter Osgood   | 1964–1974 1978–1979 | 150  | 380    |
| 7  | Jimmy Greaves  | 1957–1961           | 132  | 169    |
| 8  | George Mills   | 1929–1943           | 125  | 239    |
| 9  | Eden Hazard    | 2012–2019           | 110  | 352    |
| 10 | George Hilsdon | 1906–1912           | 108  | 164    |

- Meiste Ligatore – 164, Bobby Tambling (1959–1970)
- Meiste Tore in der Premier League – 147, Frank Lampard (2001–2014)
- Meiste Tore im FA Cup – 26, Frank Lampard (2001–2014)
- Meiste Tore im Ligapokal – 25, Kerry Dixon (1983–1992)
- Meiste Tore in europäischen Wettbewerben – 36, Didier Drogba (2004–2012 und 2014/15)
- Meiste Tore in einer Saison – 43, Jimmy Greaves, First Division, 1960/61
- Meiste Meisterschaftstore in einer Saison – 41, Jimmy Greaves, First Division, 1960/61
- Meiste Tore in einer Premier-League-Saison – 29, Didier Drogba, Premier League, 2009/10
- Meiste Tore in einem Spiel – 6, George Hilsdon gegen Worksop Town, FA Cup, 11. Januar 1908
- Meiste Tore in einem Ligaspiel:
  - 5, George Hilsdon gegen Glossop North End, Second Division, 1. September 1906
  - 5, Jimmy Greaves gegen Wolverhampton Wanderers, First Division, 30. August 1958
  - 5, Jimmy Greaves gegen Preston North End, First Division, 19. Dezember 1959
  - 5, Jimmy Greaves gegen West Bromwich Albion, First Division, 3. Dezember 1960
  - 5, Bobby Tambling gegen Aston Villa, First Division, 17. September 1966
  - 5, Gordon Durie gegen Walsall, Second Division, 4. Februar 1989
- Meiste Hattricks – 13, Jimmy Greaves (1957–1961)
- Meiste verwandelte Elfmeter – 49, Frank Lampard (2001–2014)
- Ältester Torschütze – Thiago Silva, 39 Jahre, 51 Tage gegen Manchester City, Premier League, 12. November 2023
- Jüngster Torschütze – Ian Hamilton, 16 Jahre, 138 Tage gegen Tottenham Hotspur, First Division, 18. März 1967
- Schnellster Torschütze – 12 Sekunden, Keith Weller gegen FC Middlesbrough, Ligapokal, 7. Oktober 1970

Länderspiele
- Rekordnationalspieler – Frank Lampard, 104 Einsätze für England während seiner Zeit beim FC Chelsea (106 insgesamt)
- Meiste Tore für die Nationalmannschaft – Didier Drogba, 45 Tore für Elfenbeinküste während seiner Zeit beim FC Chelsea (65 insgesamt)
- Erster englischer Nationalspieler – George Hilsdon, 16. Februar 1907
- Erster Teilnehmer für England an einer Fußball-Weltmeisterschaft – Roy Bentley, 25. Juni 1950, WM 1950
- Erster ausländischer Spieler – Nils Middelboe (Dänemark), 15. November 1913

### Nationale und internationale Rekorde
Spiele
- Meiste Meisterschaftsheimsiege in einer Saison – 18, Premier League, 2005/06 (geteilter Premier-League-Rekord)
- Wenigste Unentschieden in Heimspielen in einer Saison – 0, Premier League, 2016/17 (geteilter Premier-League-Rekord)
- Meiste Spiele in der Champions-League-K.-o.-Phase für englische Vereine – 73 Spiele
- Meiste Achtelfinalspiele in der Champions League für englische Vereine – 16 Spiele
- Meiste Halbfinalspiele in der Champions League für englische Vereine – 8 Spiele

Tore
- Wenigste Gegentore in einer Ligasaison – 15 in 38 Spielen, Premier League, 2004/05 (Ligarekord)
- Meiste Spiele ohne Gegentor in einer Ligasaison – 25 Spiele, Premier League, 2004/05 (Premier-League-Rekord)
- Wenigste Gegentore in Auswärtsspielen in einer Ligasaison – 9 in 18 Spielen, Premier League, 2004/05 (Ligarekord)
- Wenigste Gegentore als Champions-League-Sieger – 4 Gegentore in 13 Spielen, Champions League, 2020/21 (europäischer Rekord)

Serien
- Serie ungeschlagener Meisterschaftsheimspiele – 86 (20. März 2004 bis 26. Oktober 2008) (englischer Rekord)
- Serie ungeschlagener Spiele in der Europa League – 18 Spiele (25. April 2013 bis 29. Mai 2019)
- Serie ungeschlagener Spiele im FA Cup – 29 Spiele (ohne Elfmeterschießen)
- Serie gewonnener Spielen am Beginn einer Saison – 9, Premier League, 2005/06 (Premier-League-Rekord)
- Serie ohne Gegentore am Beginn einer Saison – 6, Premier League, 2005/06 (Ligarekord)